# 2. August
Der 2. August ist der 214. Tag des gregorianischen Kalenders (der 215. in Schaltjahren), somit bleiben noch 151 Tage bis zum Jahresende.

## Ereignisse

### Politik und Weltgeschehen
- 0338 v. Chr.: Philipp II. von Makedonien siegt in der Schlacht von Chaironeia über ein athenisch-thebanisches Heer und begründet so die makedonische Hegemonie über Griechenland.

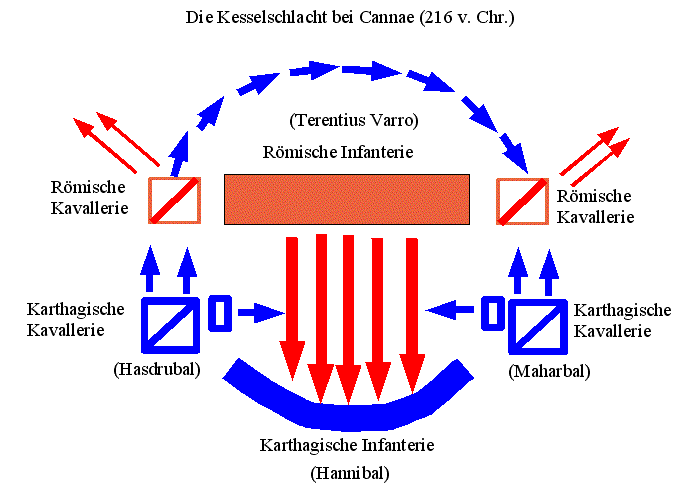
216 v. Chr.: Schlacht von Cannae

- 0216 v. Chr.: In der Schlacht von Cannae besiegt Hannibal die römische Armee unter Lucius Aemilius Paullus und Gaius Terentius Varro.
- 0047 v. Chr.: Der römische Diktator Julius Caesar siegt in der Schlacht bei Zela über Pharnakes II., den König von Pontus. Caesar beschreibt seinen Erfolg mit dem berühmten Ausspruch „Veni, vidi, vici“.
- 1377: In der Schlacht an der Pjana besiegt im Großraum Nischni Nowgorod eine Streitmacht der Blauen Horde ein russisches Heer, das sich einem Trinkgelage hingegeben hat.
- 1498: Im Vertrag von Paris verzichtet Philipp, zu jener Zeit Graf von Flandern, dem französischen König Ludwig XII. gegenüber auf die Rückeroberung des Herzogtums Burgund und seine Ansprüche auf das Herzogtum Geldern.

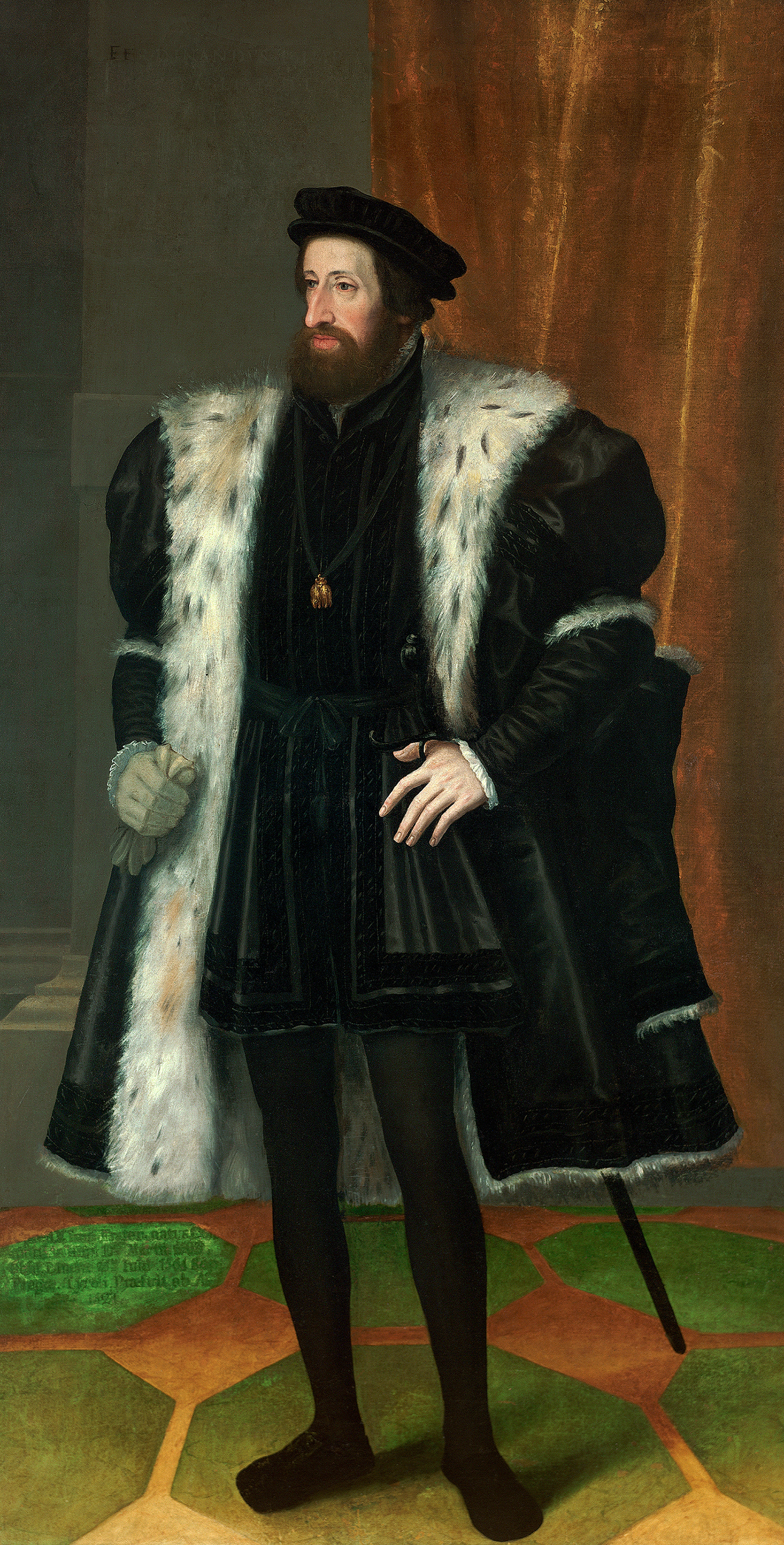
1552: Kaiser Ferdinand I.

- 1552: Der Passauer Vertrag zwischen dem römisch-deutschen König Ferdinand I. und den protestantischen Reichsfürsten erkennt den Protestantismus formal an und führt auch zur Freilassung des in kaiserlicher Gefangenschaft befindlichen Landgrafen Philipp von Hessen.
- 1572: Die seit dem 26. Juli tobende Schlacht bei Molodi endet mit einem Sieg der russischen Truppen gegen die einfallenden Krimtataren aus dem Khanat der Krim.
- 1589: Frankreichs König Heinrich III. stirbt an den am Tag zuvor erlittenen Attentatsverletzungen. Nach dem damit verbundenen Ende der Dynastie Valois kommen mit Heinrich von Navarra die Bourbonen an die Macht.
- 1610: Henry Hudson fährt auf der Suche nach der Nordwestpassage in die heutige Hudson Bay ein und wähnt sich bereits im Pazifischen Ozean.
- 1649: In der Schlacht von Rathmines überrascht die zahlenmäßig kleinere New Model Army bei Dublin ein gemeinsames Heer von irischen Konföderierten und englischen Royalisten. Das Anlanden von Oliver Cromwell mit weiteren parlamentarischen Truppen wenige Tage später im Englischen Bürgerkrieg wird durch den Sieg in dieser Schlacht erleichtert.
- 1718: Kaiser Karl VI. tritt einem Bündnis von Großbritannien, Frankreich und den Niederlanden gegen Spanien bei. Der Krieg der Quadrupelallianz ist nur noch eine Frage der Zeit.
- 1769: Die Spanier entdecken den Fluss El Rio de Nuestra Señora la Reina de los Ángeles de Porciúncula, an dem später Los Angeles gegründet wird.

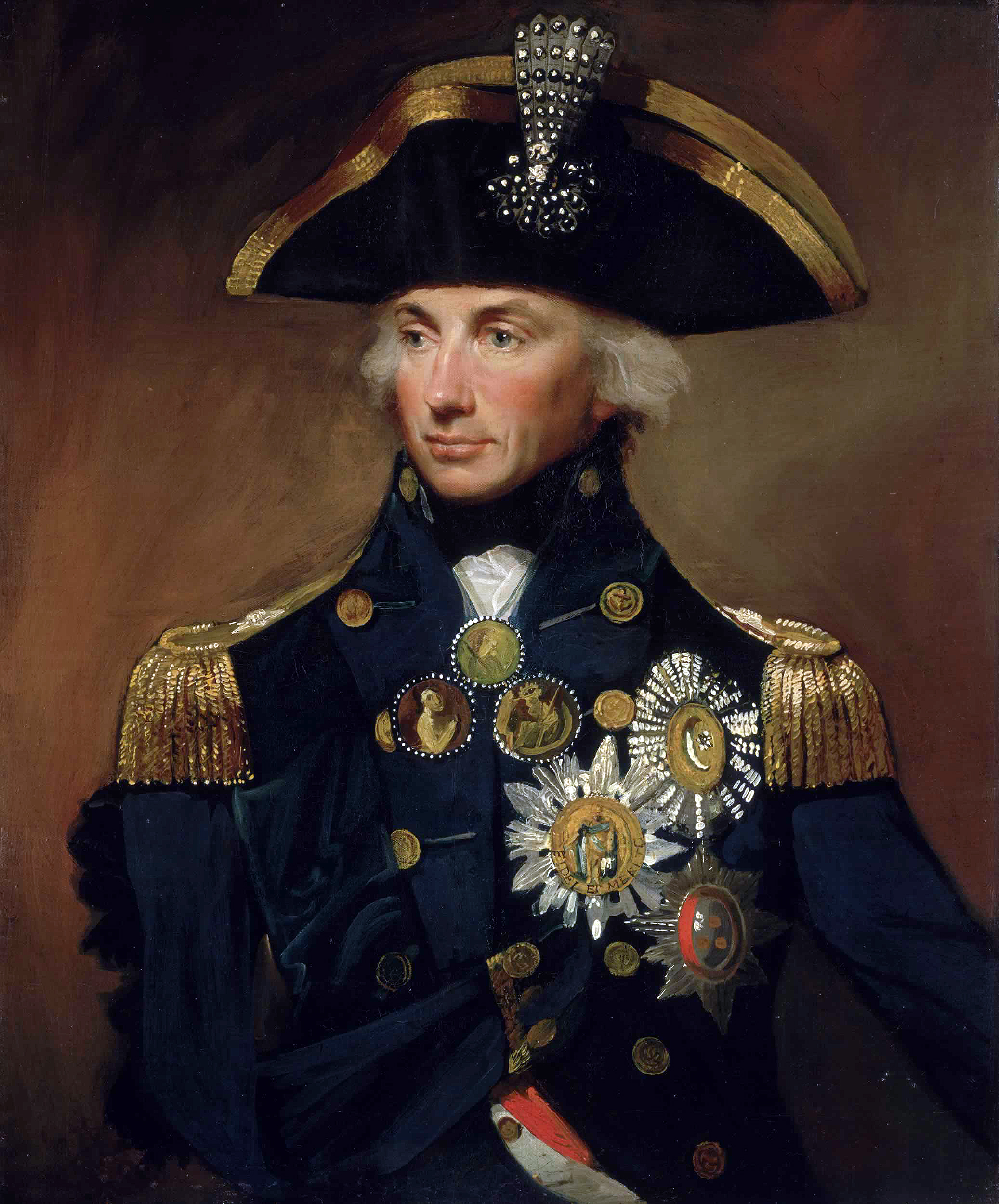
1798: Horatio Nelson

- 1798: Am zweiten Tag der Seeschlacht bei Abukir vernichtet die britische Kriegsflotte unter dem Kommando von Admiral Nelson die von Comte Brueys kommandierte napoleonische Flotte fast vollständig, die sich von diesem Schlag nie wieder völlig erholt.
- 1802: In einer Volksabstimmung lässt sich Napoleon Bonaparte zum Konsul auf Lebenszeit bestimmen. 3 Millionen abstimmende Franzosen wählen „Ja“, 1600 „Nein“.
- 1819: In Würzburg beginnen die Hep-Hep-Krawalle. Antijüdische Demonstrationen und Ausschreitungen greifen in den folgenden Tagen auf andere Städte im Deutschen Bund über.
- 1829: Der brasilianische Kaiser Pedro I. heiratet in München per procurationem die Leuchtenberger Prinzessin Amélie.
- 1830: Durch die Ereignisse der Juli-Revolution bedrängt, dankt Karl X. als König von Frankreich ab und bestimmt Herzog Louis-Philippe von Orléans zum Regenten.
- 1831: Belgische Revolution: König Wilhelm I. der Niederlande, der die Ergebnisse der Londoner Konferenz (1830) ablehnt, lässt seine Truppen im Nachbarland einmarschieren, um die Etablierung der jungen Monarchie Leopolds I. zu verhindern.

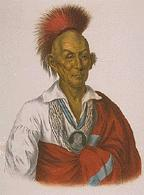
1832: Black Hawk

- 1832: Im Black-Hawk-Krieg besiegen US-amerikanische Truppen Häuptling Black Hawk in der Schlacht am Bad Axe River.
- 1858: Das britische Kolonialministerium proklamiert die Kolonie British Columbia.
- 1858: In London verabschiedet das britische Parlament den Government of India Act. Das Gesetz löst die Herrschaft der Britischen Ostindien-Kompanie über Indien ab und lässt die Kronkolonie Britisch-Indien entstehen.
- 1874: In Island wird die Tausendjahrfeier der Landnahme durch Ingólfr Arnarson nach den Aufzeichnungen des Landnámabók begangen.
- 1884: Hàm Nghi wird als achter Kaiser der vietnamesischen Nguyễn-Dynastie inthronisiert.
- 1903: In Makedonien und Thrakien bricht der Ilinden-Preobraschenie-Aufstand gegen die osmanische Herrschaft aus. Die Republik Kruševo und die Strandscha-Republik werden ausgerufen, die jedoch nur kurz bestehen.
- 1909: Am Ende der Tragischen Woche wird der Aufstand in Barcelona gegen die Kolonialpolitik in Marokko vom spanischen Militär brutal niedergeschlagen, wobei hunderte Menschen ums Leben kommen.
- 1914: Das Deutsche Reich besetzt im Zuge der Ausführung des Schlieffen-Plans das neutrale Luxemburg. Es sind die ersten deutschen Kampfhandlungen im Ersten Weltkrieg.
- 1918: In Toronto kommt es zu griechenfeindlichen Ausschreitungen, die bis zum 4. August andauern.
- 1923: Nach dem Tod von Warren G. Harding wird Calvin Coolidge als 30. Präsident der Vereinigten Staaten vereidigt.

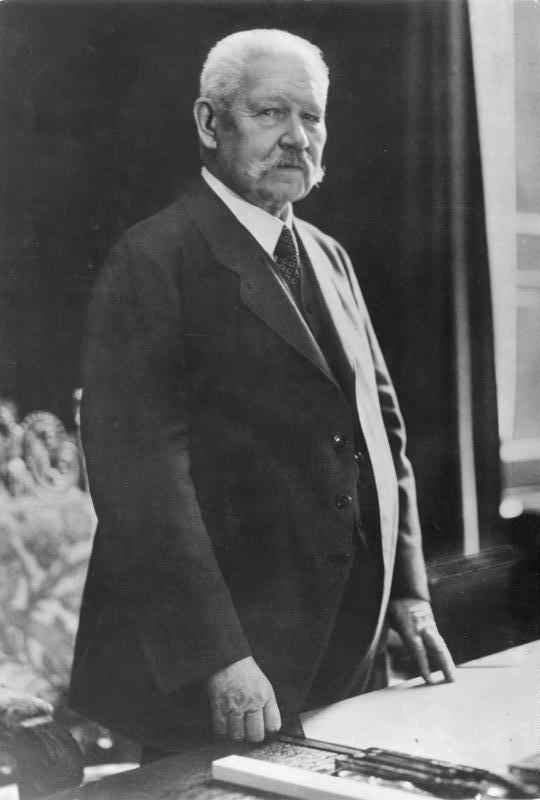
1934: Paul von Hindenburg

- 1934: Reichspräsident Paul von Hindenburg stirbt auf Gut Neudeck, Hitler nimmt den Titel „Führer und Reichskanzler“ an.
- 1939: Albert Einstein unterzeichnet einen von Leó Szilárd verfassten Brief an US-Präsident Franklin D. Roosevelt, in dem vor der Gefahr durch das nationalsozialistische Deutsche Reich gewarnt und die Entwicklung von Kernwaffen angeregt wird.
- 1943: Das Schnellboot PT-109 unter dem Kommando von Lieutenant John F. Kennedy wird vor den Salomon-Inseln von dem japanischen Zerstörer Amagiri versenkt. Es gelingt Kennedy jedoch, die meisten Mitglieder seiner Besatzung zu retten.
- 1943: Die albanischen Kommunisten und die nationalalbanische Bewegung Balli Kombëtar schließen das Abkommen von Mukja.
- 1943: Der Aufstand im Vernichtungslager Treblinka führt zur Vernichtung von Gebäuden durch Brände, der Flucht von etwa 200 bis 250 Häftlingen und zahlreichen Toten bei seiner Niederschlagung durch die SS.
- 1944: Der „Zigeunerblock“ des Vernichtungslagers KZ Auschwitz-Birkenau wird „liquidiert“. Die deutsche SS ermordet alle dort befindlichen 3000 Sinti und Roma.
- 1944: Gründung des Antifaschistischen Rats der Volksbefreiung Mazedoniens. Damit wird die Bildung der Teilrepublik Mazedonien im föderalen Nachkriegs-Jugoslawien eingeleitet.

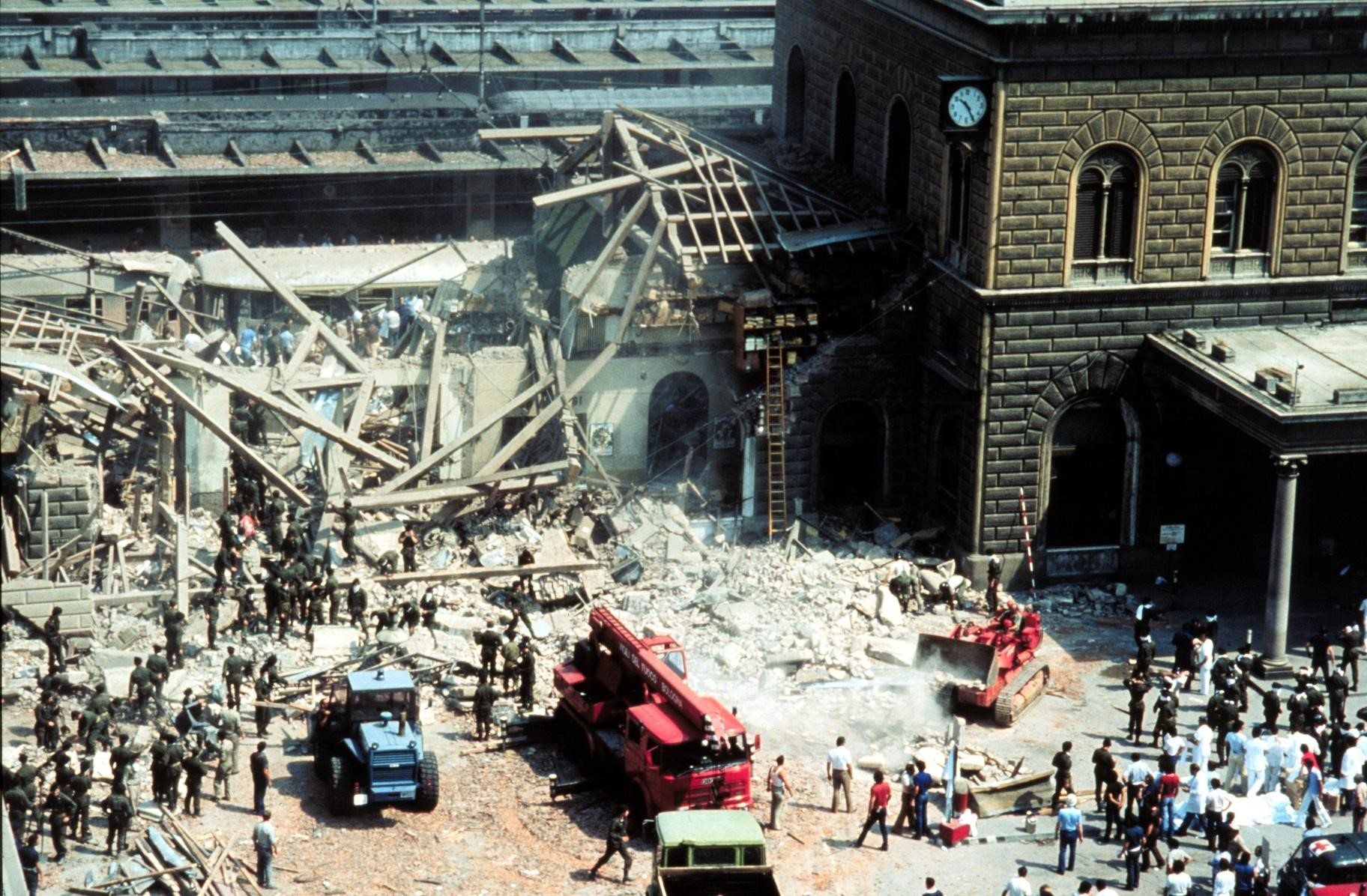
1980: Zerstörter Hauptbahnhof von Bologna

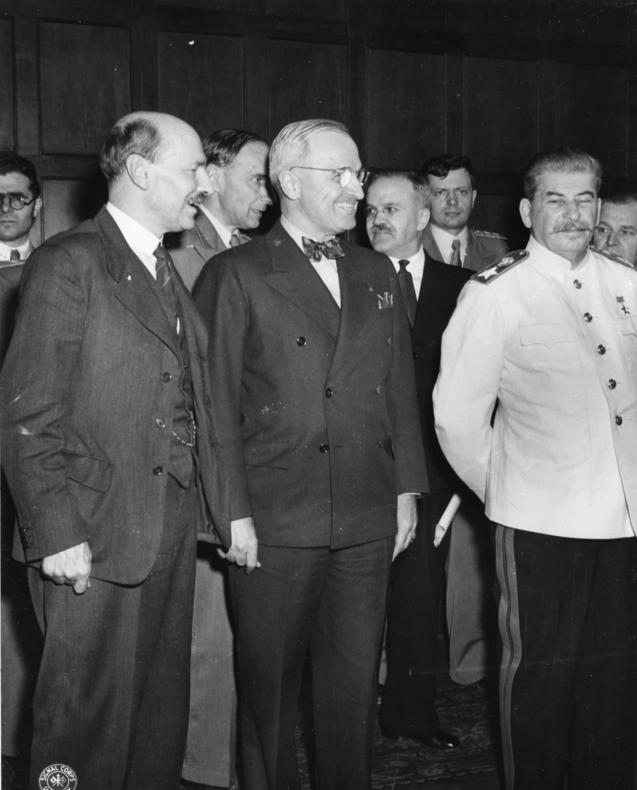
1945: Potsdamer Konferenz

- 1945: Als Ergebnis der Potsdamer Konferenz wird das Potsdamer Abkommen unterzeichnet, mit dem die Entnazifizierung, Demilitarisierung, Demokratisierung, Demontage und Dezentralisierung Deutschlands beschlossen wird.
- 1945: Allen Sudetendeutschen wird per Dekret die tschechoslowakische Staatsbürgerschaft aberkannt.
- 1958: Der langjährige Mafiaboss von Corleone, Michele Navarra, wird auf der Straße von Lercara Friddi nach Corleone in seinem Auto erschossen. Seine Ermordung markiert den Beginn eines langjährigen Mafiakrieges, in dessen Folge Corleone internationale Bekanntheit erlangt. Navarras Mörder, Luciano Liggio, Salvatore Riina und Bernardo Provenzano übernehmen in den nächsten Jahrzehnten gewaltsam die Herrschaft über die gesamte sizilianische Cosa Nostra.

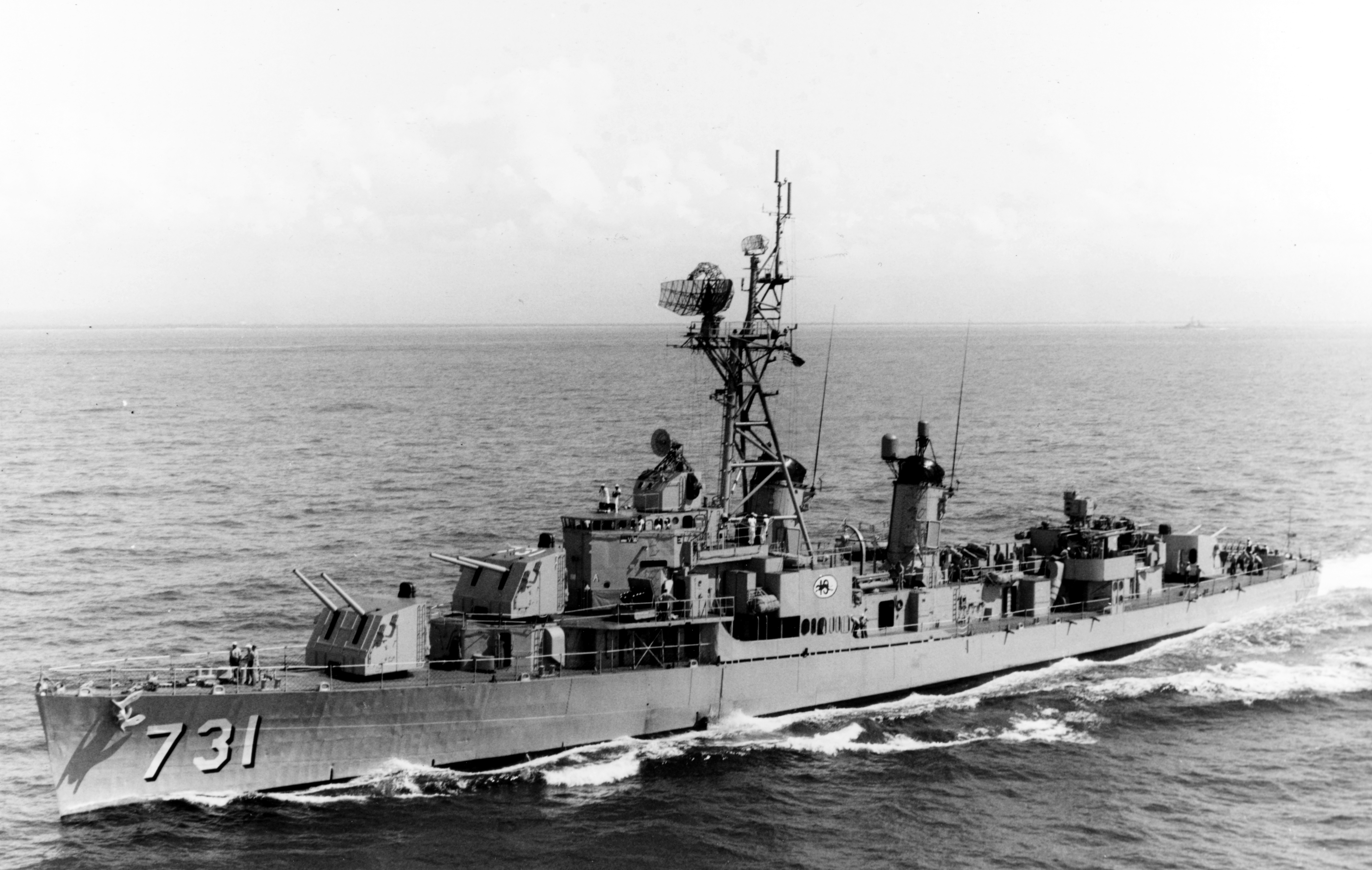
1964: Die USS Maddox

- 1964: Vietnamkrieg: Beim ersten Tonkin-Zwischenfall trifft der US-amerikanische Zerstörer Maddox auf Erkundungsfahrt im Golf von Tonkin auf drei nordvietnamesische Schnellboote und liefert sich mit ihnen ein Feuergefecht. US-Präsident Lyndon B. Johnson lehnt eine militärische Vergeltungsaktion jedoch vorläufig ab.

- 1980: Die rechtsextreme Terrororganisation Nuclei Armati Rivoluzionari zündet eine Bombe im Bahnhof der italienischen Stadt Bologna. Beim Anschlag von Bologna sterben 85 Menschen, mindestens 200 werden verletzt.
- 1990: Zweiter Golfkrieg: Irakische Truppen überfallen und besetzen Kuwait. Am gleichen Tag wird der Einmarsch von der UNO mit der Resolution 660 des UN-Sicherheitsrates einstimmig verurteilt.
- 1998: Truppen aus Ruanda und Uganda marschieren in die Demokratische Republik Kongo ein.
- 2004: Die Partei Die PARTEI wird von Redakteuren des Satire-Magazins Titanic gegründet.

### Wirtschaft
- 1834: In Eschweiler wird der Notarvertrag über die Gründung der Aktiengesellschaft Eschweiler Bergwerks-Verein geschlossen. Die Aktiengesellschaft wird über Jahrzehnte hinweg führendes Bergbauunternehmen im Aachener Revier.
- 1925: Conrad Hilton eröffnet sein erstes neu erbautes Hotel im texanischen Dallas, das Dallas Hilton.

### Wissenschaft und Technik
- 1869: Der Chirurg Gustav Simon führt in Heidelberg die erste Nierenoperation der Welt an der Patientin Margaretha Kleb durch.

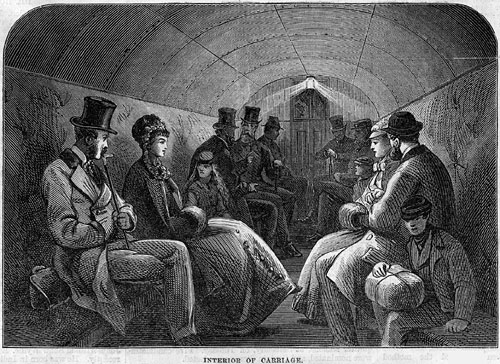
1870: Innenraum der Tower Subway

- 1870: In London wird die Tower Subway, die erste in einer tief liegenden Röhre erbaute Untergrundbahn der Welt, eröffnet.
- 1951: Die Schonerbrigg Wilhelm Pieck, das einzige Segelschulschiff der DDR, wird in Dienst gestellt.
- 1969: Die Raumsonde Mariner 7 fertigt im Vorbeiflug Fotos vom Mars an, die zwei Umdrehungen des Planeten umfassen.
- 2007: Die russischen Forschungs-U-Boote Mir 1 und Mir 2 erreichen den Meeresboden unterhalb des Nordpols und rammen die russische Fahne in den Grund.

### Kultur
- 1902: Emil Rosenows Dialektkomödie Kater Lampe wird in einem Breslauer Theater uraufgeführt.
- 1918: In Kiew wird die Wernadskyj-Nationalbibliothek der Ukraine eröffnet.

### Gesellschaft

1876: Bill Hickok

- 1876: In Deadwood (South Dakota) erschießt Jack McCall hinterrücks den Westernhelden „Wild Bill“ Hickok beim Draw Poker im Saloon No. 10. Sein vor dem Tod gehaltenes Blatt wird unter Spielern als Dead Man’s Hand bekannt.

### Religion
- 1564: Papst Pius IV. ruft die Kongregation für die Interpretation und Einhaltung des Trienter Konzils ins Leben, das heutige Dikasterium für den Klerus.

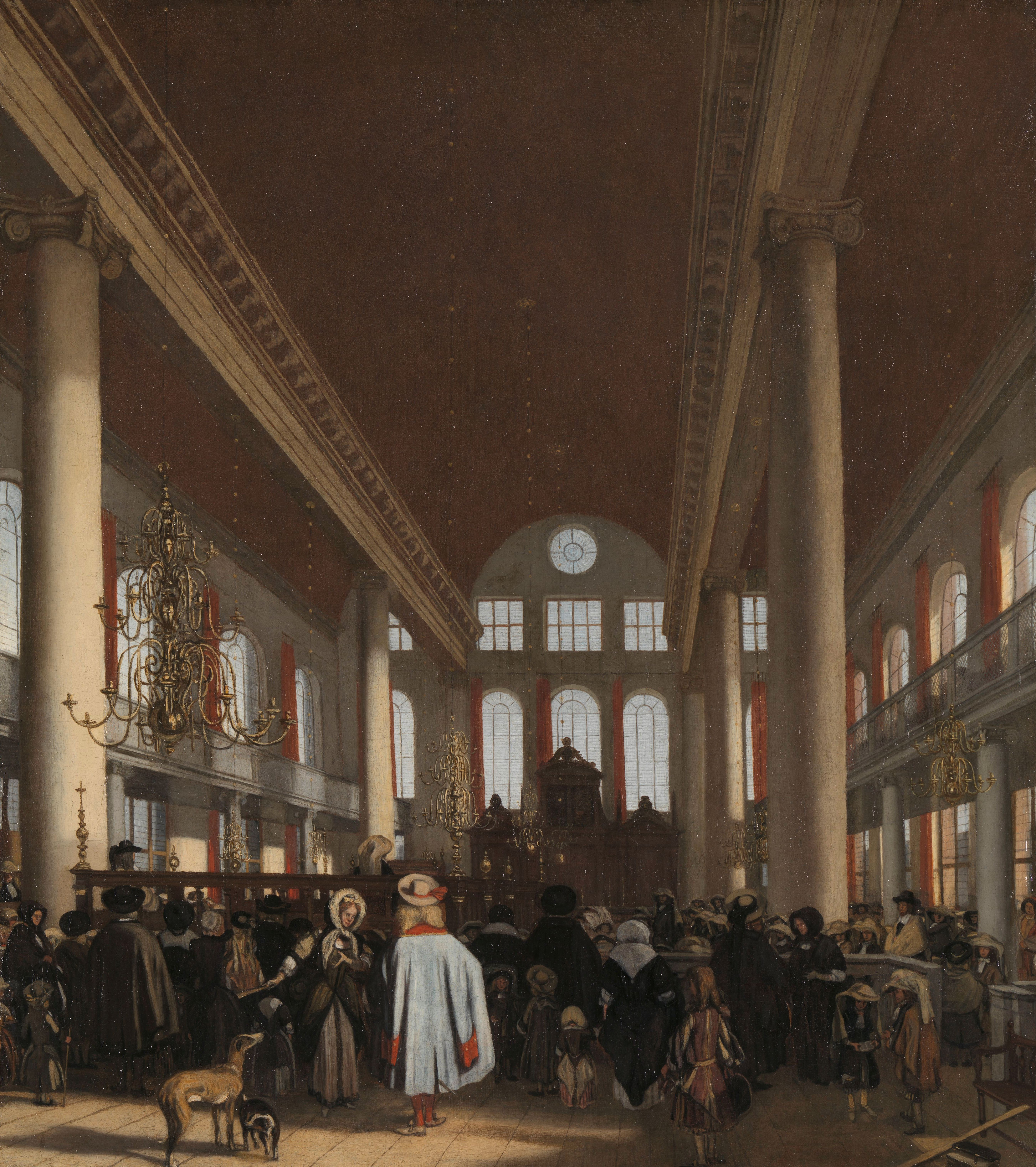
1675: Inneres der Portugiesischen Synagoge

- 1675: In Amsterdam wird die Portugiesische Synagoge eingeweiht. Ihr Grundriss wird Vorbild für weitere jüdische Sakralbauten in Europa und Amerika.

### Katastrophen
- 1869: Bei einer Schlagwetterexplosion im Segen-Gottes- und Neuhoffnungsschacht der Freiherrlich von Burgker Steinkohlen- und Eisenhüttenwerke im heutigen sächsischen Freital sterben 276 Menschen.
- 1947: Flugunfall der Star Dust: Eine Avro Lancastrian mit zwölf Menschen an Bord verschwindet unter rätselhaften Umständen in den chilenischen Anden und wird mehr als 50 Jahre lang verschollen bleiben.
- 1985: Eine Lockheed L-1011 TriStar der Delta Air Lines stürzt während eines Sturms in der Nähe des Flughafens Fort Worth bei Dallas ab. 134 Menschen sterben, 30 werden gerettet.

Kleinere Unglücksfälle sind in den Unterartikeln von Katastrophe und in der Liste von Katastrophen aufgeführt.

### Sport
- 1953: Auf dem Nürburgring findet das einzige Formel-1-Rennen mit der Beteiligung von Teams aus der DDR statt.
- 1967: Der türkische Sportverein Trabzonspor wird gegründet.
- 2005: Der FC Schalke 04 gewinnt im Leipziger Zentralstadion mit einem 1:0-Sieg gegen den VfB Stuttgart den DFL-Ligapokal.

Einträge von Leichtathletik-Weltrekorden befinden sich unter der jeweiligen Disziplin unter Leichtathletik.

## Geboren

### Vor dem 18. Jahrhundert
- 1373: Adolf II., Herzog von Kleve
- 1455: Johann Cicero, Kurfürst von Brandenburg
- 1496: Konrad Heresbach, deutscher Humanist
- 1533: Theodor Zwinger der Ältere, Schweizer Mediziner
- 1545: Ernst Ludwig, Sohn von Herzog Philipp I. von Pommern-Wolgast und Maria von Sachsen
- 1549: Mikołaj Krzysztof Radziwiłł, Magnat und hochrangiger Funktionsträger in Polen-Litauen
- 1558: Hermann von dem Bergh, Reichsgraf von dem Bergh, Statthalter von Spanisch Geldern
- 1605: Adam Zeltner, Anführer der Solothurner Untertanen im Schweizer Bauernkrieg

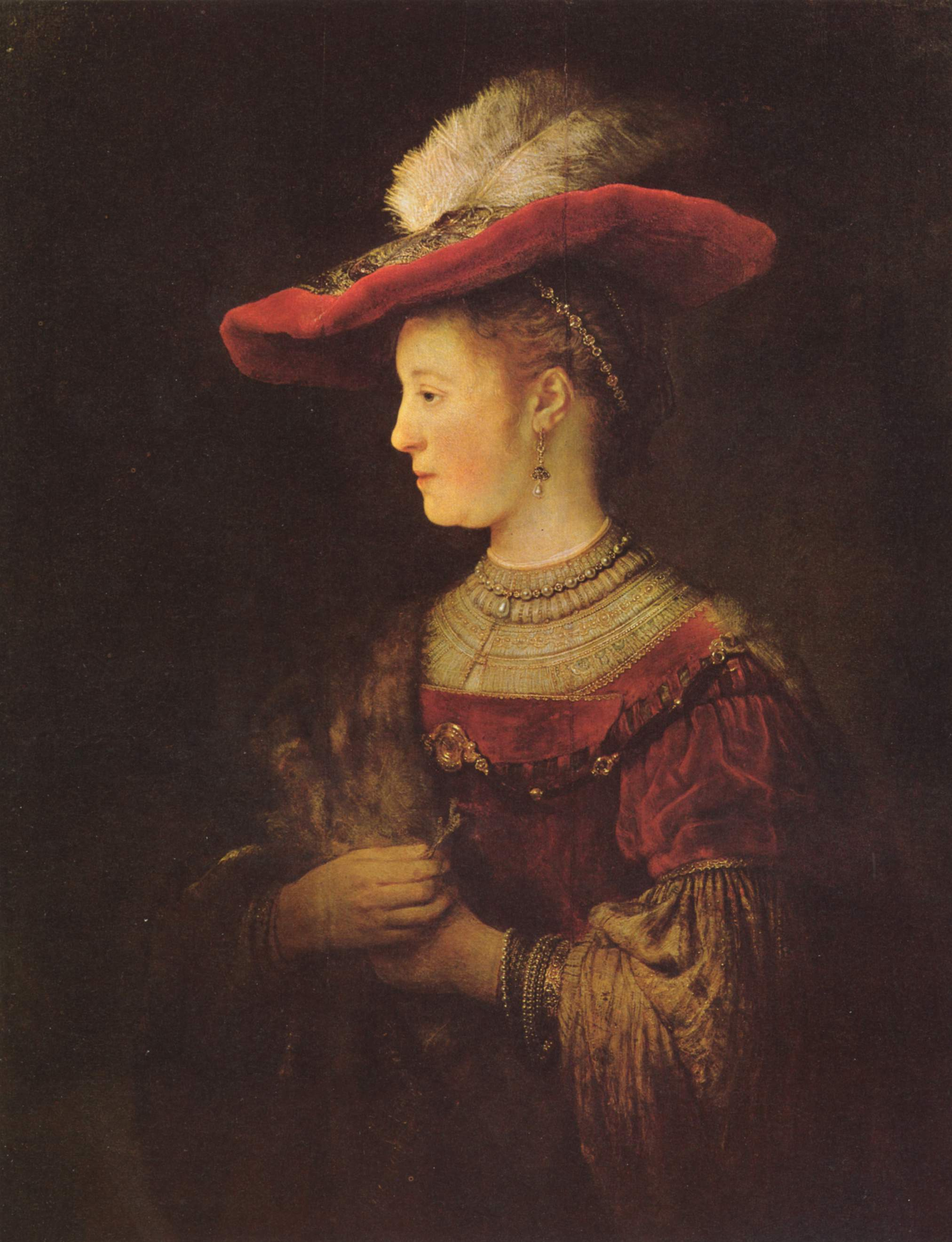
Saskia van Uylenburgh (* 1612)

- 1612: Saskia van Uylenburgh, Ehefrau von Rembrandt van Rijn
- 1627: Samuel van Hoogstraten, niederländischer Maler
- 1628: Christoph Gerke, Braunschweiger Bürgermeister und Chronist
- 1632: Kaspar von Stieler, deutscher Gelehrter und Sprachwissenschaftler
- 1640: Gérard Audran, französischer Kupferstecher
- 1641: Samuel Bottschild, Dresdner Maler
- 1646: Jean Baptiste du Casse, französischer Flibustier und Admiral
- 1664: Philipp Reinhard von Hanau-Münzenberg, Graf von Hanau-Münzenberg
- 1672: Johann Jakob Scheuchzer, Schweizer Arzt und Naturforscher
- 1674: Philippe II. de Bourbon, duc d’Orléans, Regent von Frankreich
- 1684: Sophia von Sachsen-Weißenfels, Markgräfin von Brandenburg-Bayreuth
- 1693: Johann Georg Zierenberg, Stadtvogt im Herzogtum Bremen
- 1696: Mahmud I., Sultan des Osmanischen Reichs

### 18. Jahrhundert
- 1702: Dietrich von Anhalt-Dessau, Regent von Anhalt-Dessau
- 1703: Lorenzo Ricci, letzter General der Societas Jesu

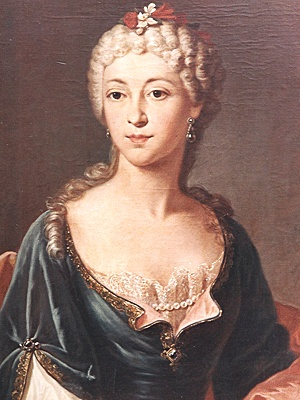
Maria Caroline Charlotte von Ingenheim (* 1704)

- 1704: Maria Caroline Charlotte von Ingenheim, Freifrau und Favoritin des späteren Kurfürsten bzw. Kaisers Karl Albrecht von Bayern
- 1713: Ernst Thom, deutscher Literaturwissenschaftler und Rhetoriker, Ethnologe und Ökonom
- 1729: Wilhelmus Crone, deutscher Priester und Abt des Klosters Marienfeld
- 1740: Dietrich Leberecht von Schimonsky, preußischer Generalmajor
- 1743: August Siegfried von Goué, deutscher Freimaurer und Schriftsteller
- 1752: Anastasius Ludwig Mencken, preußischer Verwaltungsreformer
- 1754: Pierre L’Enfant, französischer Künstler und Wissenschaftler, Stadtplaner von Washington D.C.
- 1757: Johann Heinrich Schmidt, deutscher Maler
- 1765: Franz Gerhard Wegeler, deutscher Mediziner und Jugendfreund Ludwig van Beethovens
- 1766: Josef Dominik Škroup, tschechischer Komponist
- 1772: Louis Antoine Henri de Bourbon-Condé, duc d’Enghien, Herzog von Enghien
- 1774: Conrad Arnold, hessischer Politiker
- 1775: José Ángel Lamas, venezolanischer Komponist
- 1776: Friedrich Stromeyer, deutscher Chemiker
- 1778: Georg Arnold Heise, deutscher Rechtsgelehrter
- 1780: Marie-Anne Gaboury, erste Siedlerin europäischer Abstammung in Westkanada
- 1783: Sulpiz Boisserée, deutscher Architekt, Förderer des Dombaus in Köln
- 1783: Sylvester Churchill, amerikanischer Journalist und General
- 1788: Leopold Gmelin, deutscher Chemiker
- 1791: August Piepenhagen, deutscher Maler
- 1796: Georg Kreuzberg, deutscher Entdecker der Quellen, Gründer des Apollinarisbrunnens und des Heilbades Bad Neuenahr

### 19. Jahrhundert

#### 1801–1850
- 1802: Nicholas Wiseman, englischer katholischer Theologe, Erzbischof und Kardinal
- 1804: Wilhelm Schimper, deutscher Naturforscher, Reisender und Botaniker
- 1805: Gottlieb Gassen, deutscher Maler
- 1805: Heinrich Berges, deutscher Bildhauer

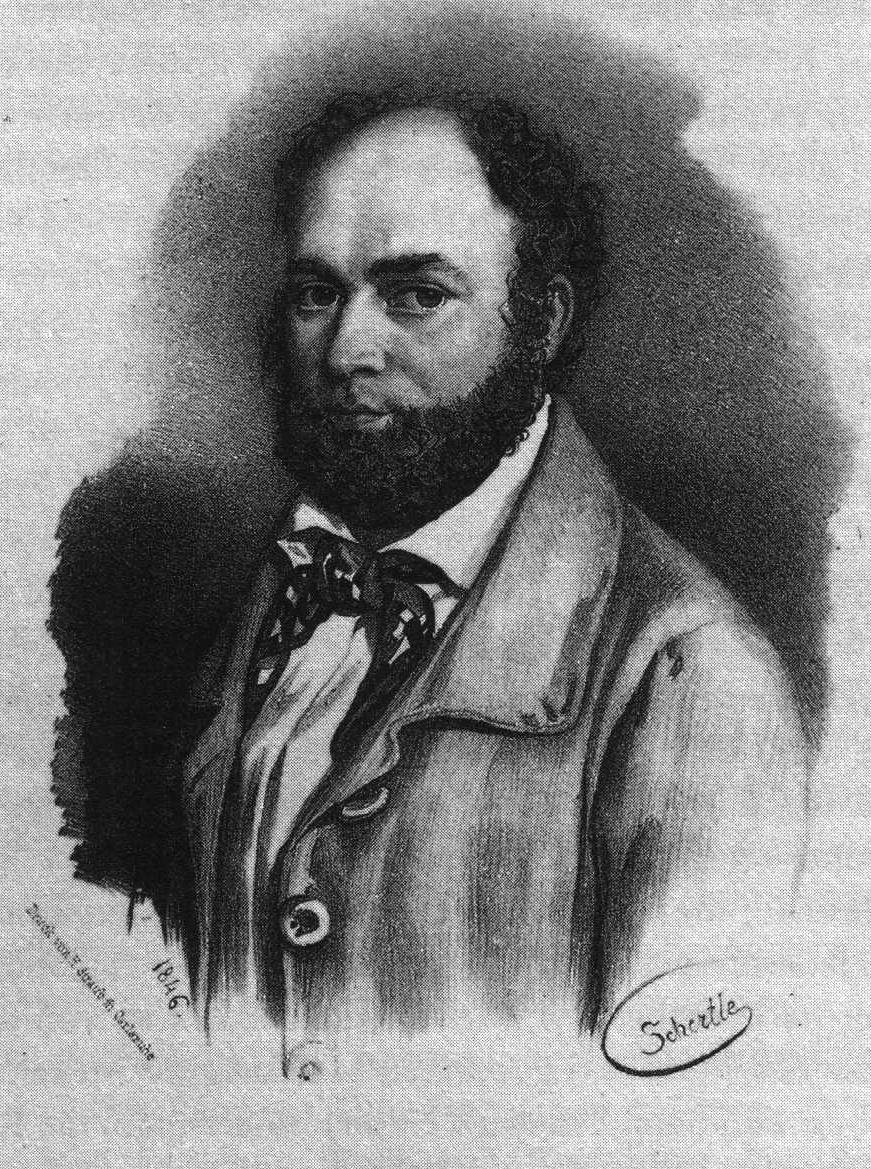
Alexander von Soiron (* 1806)

- 1806: Alexander von Soiron, badischer Politiker, Abgeordneter in der Frankfurter Nationalversammlung
- 1807: Theodor Vilhelm Rumohr, dänischer Schriftsteller
- 1808: Augustus French, US-amerikanischer Politiker
- 1808: Adolf Ludwig Hanckwitz, deutscher Lehrer, Turner und Politiker
- 1813: Adolf Werneburg, deutscher Namenforscher und Forstmann
- 1815: Adolf Friedrich von Schack, deutscher Dichter, Kunst- und Literaturhistoriker
- 1815: Bernhard Ernst von Bülow, dänischer und deutscher Staatsmann
- 1816: Wilhelm Büchner, deutscher Apotheker, Chemiker, Fabrikant und Politiker
- 1817: Waldemar von Preußen, preußischer Offizier
- 1820: John Tyndall, irischer Physiker
- 1823: Edward Freeman, britischer Historiker
- 1824: Franziska Caroline, Infantin von Portugal und Brasilien
- 1825: John Neely Johnson, US-amerikanischer Politiker
- 1825: Julius Schulhoff, österreichischer Pianist und Komponist
- 1825: Tito Speri, italienischer Freiheitskämpfer
- 1827: Gustav Ferdinand Hertz, deutscher Jurist und Hamburger Senator

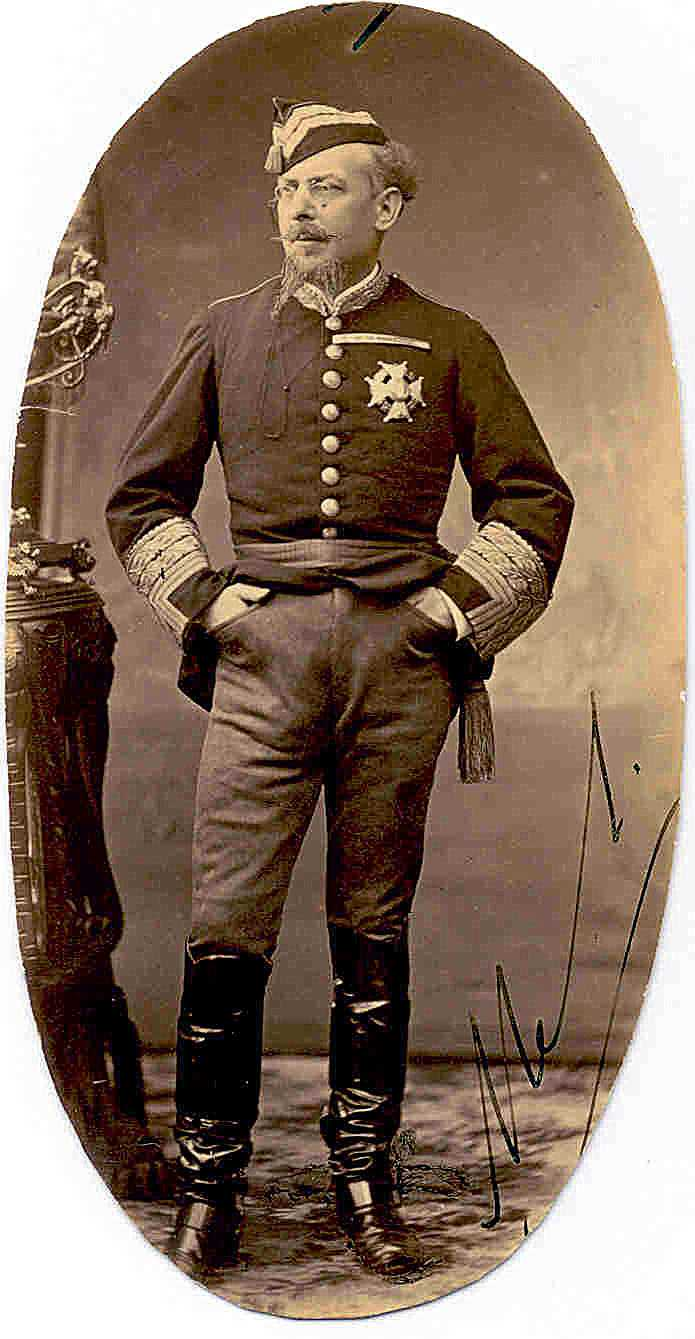
General Manuel Pavía (* 1827)

- 1827: Manuel Pavía, spanischer General, Anführer des Staatsstreiches gegen Regierung der Ersten Spanischen Republik
- 1829: Felix Philipp Kanitz, österreichischer Naturforscher, Archäologe und Völkerkundler
- 1831: Wilhelm von Christ, deutscher Altphilologe
- 1831: Catharina van Rees, niederländische Dichterin, Schriftstellerin, Komponistin und Feministin
- 1832: Carl Justi, deutscher Philosoph und Kunsthistoriker
- 1832: Henry Steel Olcott, US-amerikanischer Fachmann in der Landwirtschaft, Rechtsanwalt, Mitbegründer und erster Präsident der Theosophischen Gesellschaft
- 1834: Frédéric-Auguste Bartholdi, französischer Bildhauer, Schöpfer der Freiheitsstatue auf Liberty Island
- 1835: Elisha Gray, US-amerikanischer Lehrer, Erfinder und Unternehmer
- 1841: Werner von der Schulenburg, preußischer Landrat und Politiker
- 1848: Josephine Weinlich, österreichische Dirigentin, Komponistin und Musikerin
- 1849: Maria Pia von Neapel-Sizilien, Prinzessin von Neapel-Sizilien
- 1850: Anton Behmann, österreichischer Orgelbauer

#### 1851–1875
- 1851: Benno Orenstein, deutscher Eisenbahn-Industrieller
- 1852: Bernhard Duhr, deutscher Jesuit, Theologe und Historiker
- 1853: Harrington Emerson, US-amerikanischer Manager und Management-Theoretiker
- 1854: Eugène Ruffy, schweizerischer Politiker, Bundesrat
- 1854: Marie von Sachsen-Altenburg, Prinzessin von Preußen
- 1855: Cornélie van Zanten, niederländische Opernsängerin
- 1856: Hermann Rodewald, deutscher Agrarwissenschaftler
- 1857: Aloys Schulte, deutscher Historiker und Archivar

Emma zu Waldeck und Pyrmont (* 1858)

- 1858: Emma zu Waldeck und Pyrmont, Ehefrau Wilhelms III. Königin der Niederlande
- 1859: Gotthold Vitzthum von Eckstädt, sächsischer Generalleutnant
- 1862: Duncan Campbell Scott, kanadischer Lyriker und Erzähler
- 1862: Ida Gerhardi, deutsche Malerin der klassischen Moderne
- 1863: Anton Peter Arida, libanesischer Erzbischof und Patriarch
- 1863: Gottfried Krüger, deutscher Mediziner und Heimatforscher
- 1865: Josef Maria Auchentaller, österreichischer Maler, Zeichner und Grafiker
- 1866: Charles Francis Adams III, US-amerikanischer Politiker, Marineminister
- 1866: Adrien de Gerlache de Gomery, belgischer Marineoffizier und Polarforscher
- 1867: Johanne Dybwad, norwegische Schauspielerin und Regisseurin
- 1868: Heinrich Reineke, deutscher Politiker
- 1868: Konstantin I., König der Hellenen
- 1868: Theodor Wolff, deutscher Schriftsteller, Publizist und Kritiker
- 1870: Alfred Fuchs, österreichischer Neurologe
- 1870: Marianne Weber, deutsche Frauenrechtlerin und Soziologin
- 1871: John French Sloan, US-amerikanischer Maler
- 1873: Géza Kohn, serbischer Verleger
- 1873: Clara Siebert, deutsche Politikerin
- 1874: Émile Reuter, luxemburgischer Politiker
- 1874: August Steiger, Schweizer Lehrer und Sprachpfleger
- 1875: Emma Ender, deutsche Politikerin, MdHB

#### 1876–1900
- 1876: Pingali Venkayya, Urheber der indischen Nationalflagge
- 1878: Ingeborg, Tochter von König Frederik VIII. von Dänemark

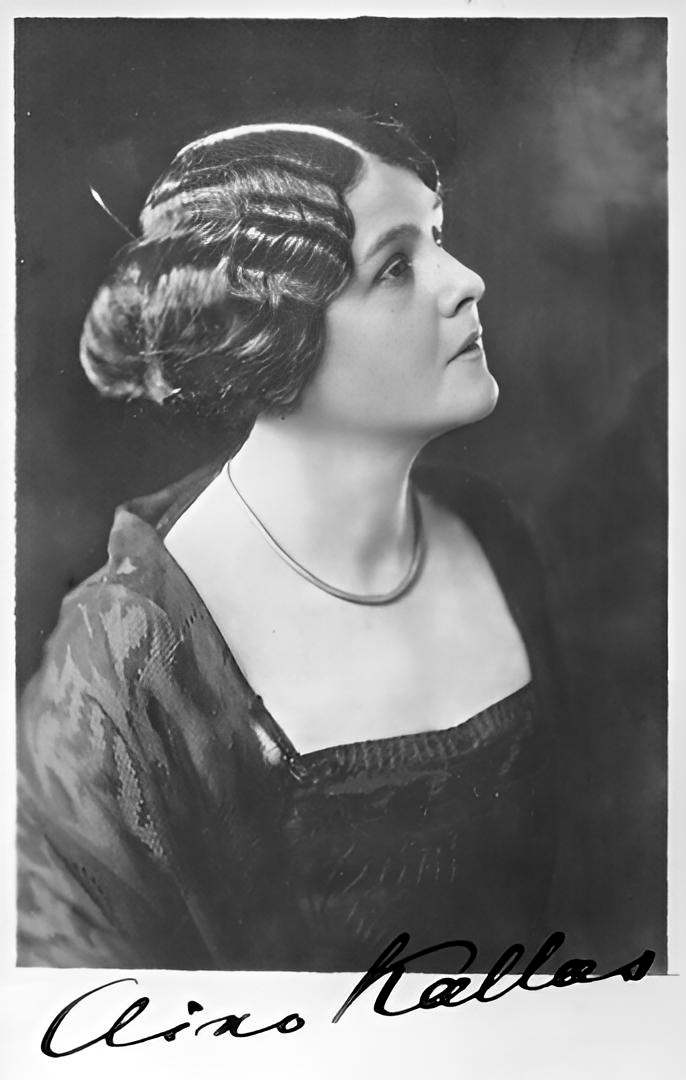
Aino Kallas (* 1878)

- 1878: August Högn, deutscher Komponist und Historiker
- 1878: Aino Kallas, finnische Schriftstellerin und Lyrikerin
- 1878: Berta Ruck, walisische Schriftstellerin
- 1880: Carl Furtmüller, österreichischer Pädagoge und Sozialreformer
- 1880: Benito Rebolledo, chilenischer Maler
- 1881: Dora Boothby, britische Badminton- und Tennisspielerin
- 1882: Friedrich Hauck, deutscher evangelischer Geistlicher und Hochschullehrer
- 1882: Johannes Tralow, deutscher Romanautor, Erzähler, Dramatiker und Publizist
- 1883: Jonathan M. Wainwright, General der United States Army
- 1884: Rómulo Gallegos, venezolanischer Politiker und Schriftsteller

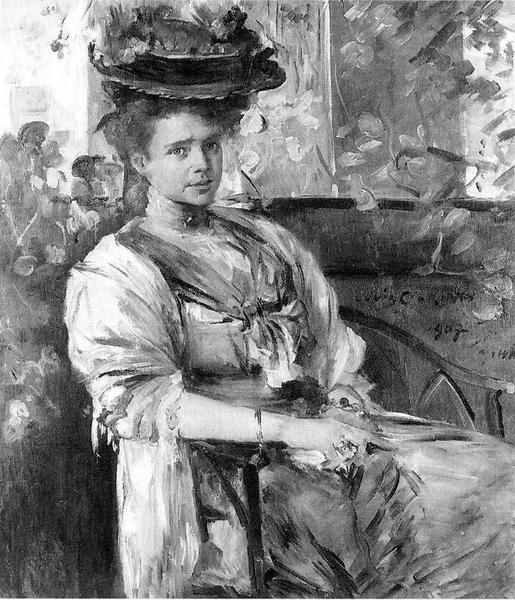
Marg Moll (* 1884)

- 1884: Marg Moll, deutsche Bildhauerin und Autorin
- 1885: Cezaria Anna Baudouin de Courtenay-Ehrenkreutz-Jędrzejewiczowa, polnische Ethnologin, Kunsthistorikerin und Linguistin
- 1885: Friedrich Bollinger (1885–1945), Schweizer Fußballspieler
- 1885: Hans Peters, deutscher Graphiker, Maler und Kunstpädagoge
- 1886: John Alexander Douglas McCurdy, kanadischer Flugpionier und Politiker
- 1887: Goswin Frenken, deutscher Philologe und Literaturgeschichtler
- 1887: Fritz Jöde, deutscher Musikpädagoge
- 1888: Cecil Cunningham, US-amerikanische Schauspielerin
- 1888: Margarete Fischer-Bosch, deutsche Politikerin
- 1889: Leslie Boardman, australischer Schwimmer
- 1889: Käte Steinitz, deutsche Malerin
- 1889: Charles Weymann, franko-amerikanischer Flugpionier, Unternehmer, Karosseriebauer und Erfinder
- 1890: Anton Dörfler, deutscher Schriftsteller und Heimatdichter
- 1890: Pauline Hall norwegische Komponistin
- 1890: Arnold Kübler, Schweizer Schriftsteller

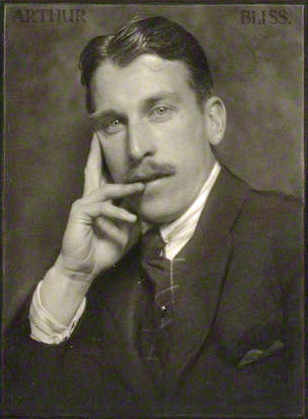
Arthur Bliss (* 1891)

- 1891: Arthur Bliss, englischer Komponist
- 1891: Wiktor Maximowitsch Schirmunski, russischer Philologe, Dialektologe und Germanist
- 1892: Jack L. Warner, kanadischer Filmproduzent, Drehbuchautor und Regisseur
- 1893: Alfred Alessandrescu, rumänischer Komponist, Dirigent, Pianist, Hochschullehrer und Musikkritiker
- 1893: Franz Weisz, ungarisch-niederländischer Pianist und Komponist
- 1894: Curt Backeberg, deutscher Kakteensammler, -forscher und Autor
- 1894: Hal Mohr, US-amerikanischer Kameramann
- 1894: Reine Bibois, italienische Dichterin frankoprovenzalischer Sprache
- 1896: Sarah T. Hughes, US-amerikanische Juristin und Politikerin
- 1896: Hermann Reusch, deutscher Industrieller
- 1897: Karl Otto Koch, deutscher SS-Standartenführer, Lagerkommandant des KZ Buchenwald
- 1897: Rudolf Schleicher, deutscher Ingenieur und Motorradrennfahrer
- 1897: Philippe Soupault, französischer Dichter und Schriftsteller
- 1897: Max Weber, Schweizer Politiker, Bundesrat
- 1898: Hermann Giesler, deutscher Architekt
- 1898: Fritz Theodor Overbeck, Schweizer Botaniker
- 1899: Paul Eugen Sieg, deutscher Physiker und Schriftsteller technischer Zukunftsromane
- 1899: Hans-Peter Will, deutscher Politiker, MdL, MdB
- 1900: Marinus Adam, niederländischer Klarinettist, Geiger, Dirigent und Komponist
- 1900: Helen Morgan, US-amerikanische Jazz-Sängerin und Schauspielerin
- 1900: Gustav Simon, deutscher Politiker, MdL, MdR, Gauleiter, Chef der Zivilverwaltung in Luxemburg

### 20. Jahrhundert

#### 1901–1925

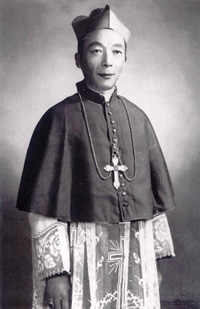
Ignatius Kung Pin-Mei (* 1901)

- 1901: Ignatius Kung Pin-Mei, Erzbischof von Philadelphia und Kardinal
- 1902: Mina Rees, US-amerikanische Mathematikerin
- 1902: Ludwig Wilhelm Roselius, deutscher Komponist, Musikkritiker und Dirigent
- 1903: Mathilde Danegger, deutsche Schauspielerin
- 1903: Gretel Haas-Gerber, deutsche Malerin
- 1903: Johannes Baptist Lotz, deutscher Philosoph
- 1904: Werner Seelenbinder, deutscher Ringer und Kommunist
- 1940: Erich Dethleffsen, deutscher Generalmajor der Wehrmacht und Abteilungsleiter des Bundesnachrichtendienstes
- 1905: Alexander Golling, deutscher Schauspieler
- 1905: Karl Amadeus Hartmann, deutscher Komponist
- 1905: Myrna Loy, US-amerikanische Schauspielerin
- 1905: Rudolf Prack, österreichischer Schauspieler
- 1907: Klaus Riedel, deutscher Raketenkonstrukteur
- 1907: Stepan Pawlowitsch Suprun, sowjetischer Pilot
- 1908: René Graetz, deutscher Bildhauer und Grafiker

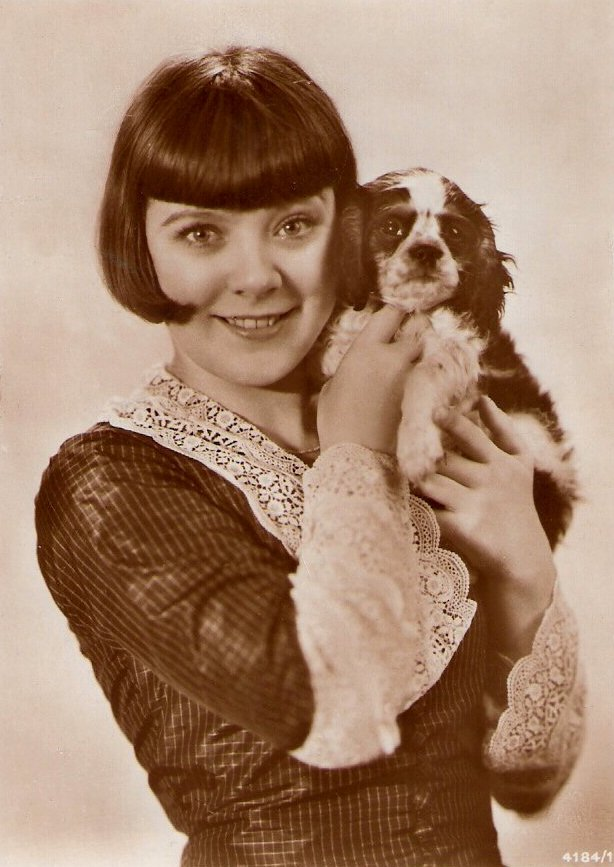
Truus van Aalten (* 1910)

- 1910: Truus van Aalten, niederländische Schauspielerin
- 1910: Tilli Breidenbach, deutsche Schauspielerin
- 1911: Alfred Mansveld, belgischer Bobfahrer
- 1912: Ann Dvorak, US-amerikanische Schauspielerin
- 1914: Charlotte Schreiber-Just, deutsche Schauspielerin und Hörspielsprecherin
- 1914: Beatrice Straight, US-amerikanische Schauspielerin
- 1915: Ruscha Deltschewa, bulgarische Schauspielerin
- 1915: Ove Karlsson, schwedischer Fußballspieler
- 1916: Michael Gough, britischer Archäologe
- 1916: Hans Peter Schanzlin, Schweizer Musikwissenschaftler
- 1919: Carlo Savina, italienischer Filmkomponist

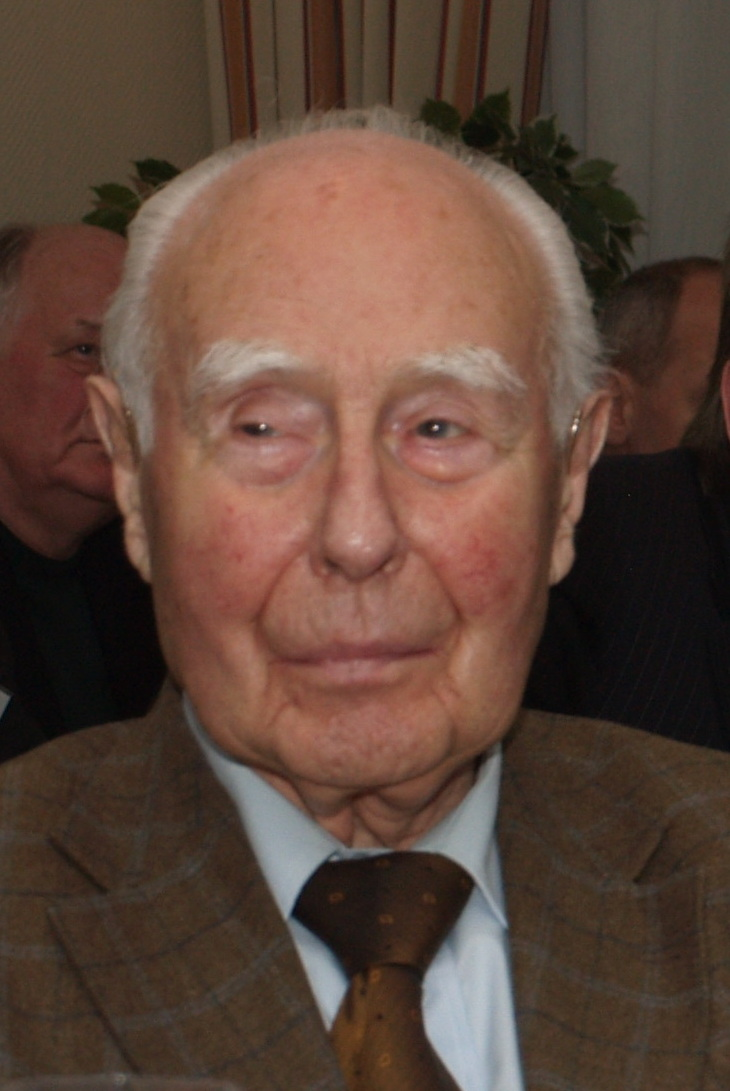
Johann Max Böttcher (* 1920)

- 1920: Johann Max Böttcher, deutscher Unternehmer und Philanthrop
- 1920: Mary Boyce, britische Iranistin, Hochschullehrerin und Religionswissenschaftlerin
- 1920: Werner Müller, deutscher Autor, Komponist, Dirigent, Arrangeur und Orchesterleiter
- 1921: Ruth Barcan Marcus, US-amerikanische Philosophin und Logikerin
- 1921: Dieter Claessens, deutscher Soziologe und Anthropologe
- 1921: Rudi Michel, deutscher Sportjournalist
- 1922: Jan Buck, sorbischer Maler
- 1922: Paul Fitzgerald, australischer Porträtmaler
- 1922: Paul Laxalt, US-amerikanischer Politiker
- 1923: Pierre Bini, französischer Fußballspieler

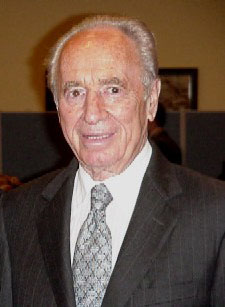
Schimon Peres (* 1923)

- 1923: Schimon Peres, Ministerpräsident und Premierminister von Israel, Friedensnobelpreisträger
- 1923: Anne-Marie Vurpas, französische Dialektologin
- 1924: James Baldwin, US-amerikanischer Autor
- 1924: Carroll O’Connor, US-amerikanischer Schauspieler
- 1925ː Cornelia Bosch, niederländische Widerstandskämpferin
- 1925: Horst Scherbaum, deutscher Fußballer
- 1925: Jorge Rafael Videla, argentinischer General und Diktator

#### 1926–1950
- 1926: Elisabeth Adler, deutsche Pädagogin und Publizistin

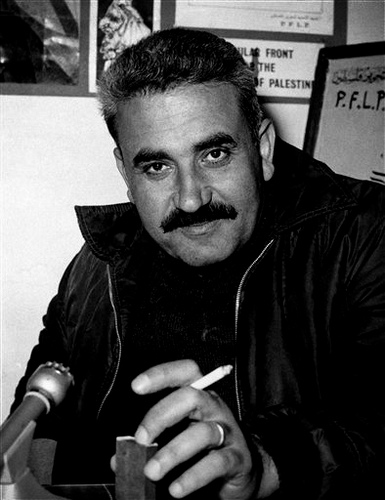
George Habasch (* 1926)

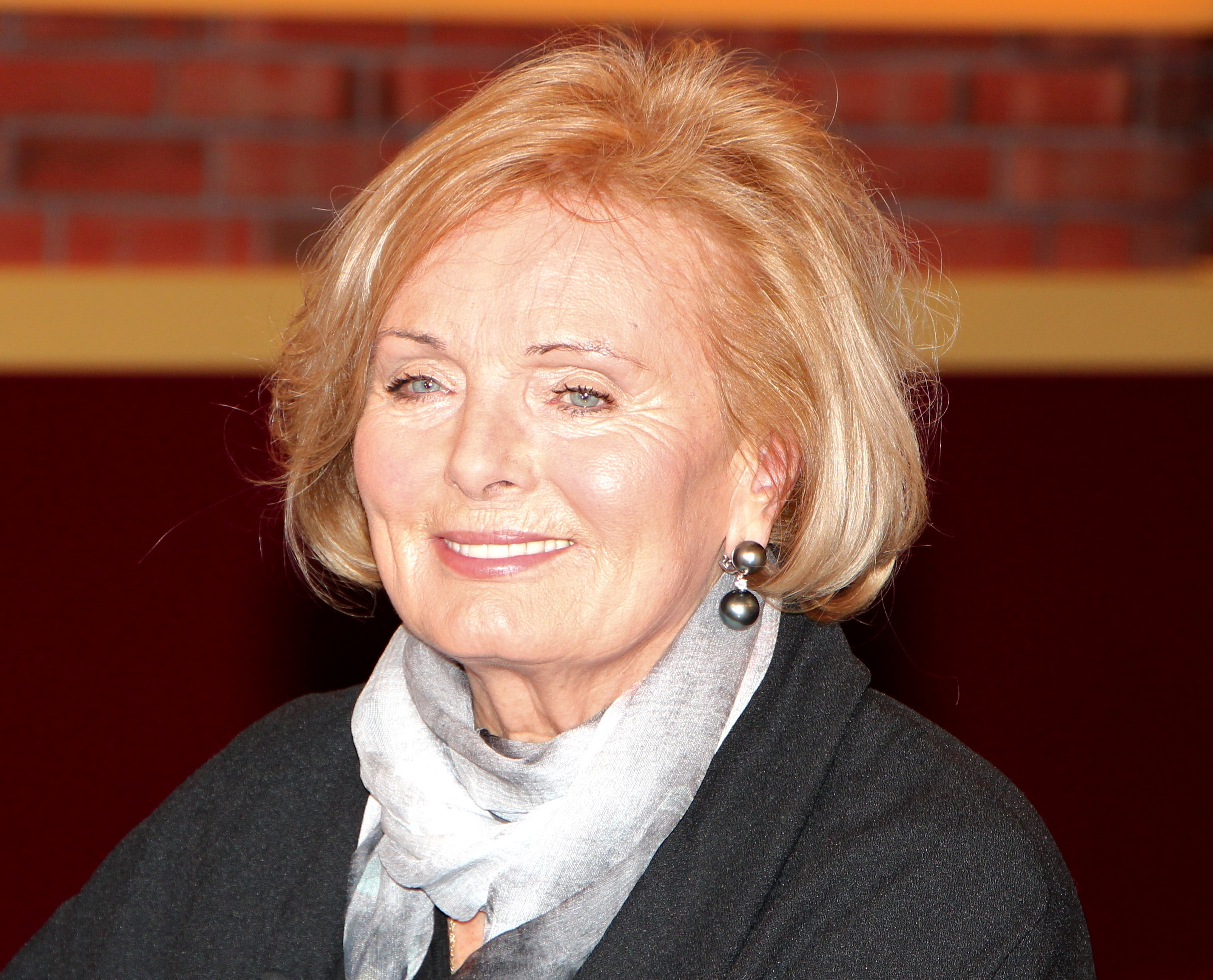
Ruth Maria Kubitschek (* 1931)

- 1926: George Habasch, Generalsekretär der Volksfront zur Befreiung Palästinas (PFLP)
- 1927: Fredrik Bull-Hansen, norwegischer Offizier und Diplomat
- 1927: Ernesto Formenti, italienischer Boxer
- 1927: Karel Mareš, tschechischer Komponist, Songwriter, Schauspieler und Theaterregisseur
- 1928: Luigi Colani, Schweizer Designer und Designphilosoph
- 1928: Ruth Glöss, deutsche Schauspielerin
- 1928: Theo Hotz, Schweizer Architekt
- 1928: Yoko Tani, franko-japanische Schauspielerin
- 1929: José Afonso, portugiesischer Sänger und Komponist
- 1929: Gisela Bleibtreu-Ehrenberg, deutsche Soziologin
- 1929ː K. M. Peyton (Kathleen Wendy Herald), britische Autorin von Kinder- und Jugendbüchern
- 1930: Ursula Kraus, deutsche Politikerin (SPD)
- 1930: Manfred Sexauer, deutscher Hörfunk- und Fernsehmoderator
- 1930: Omar Shapli, US-amerikanischer Schauspieler, Schauspiellehrer und Autor
- 1931: Ruth Maria Kubitschek, deutsche Schauspielerin
- 1931: Philippa Schuyler, US-amerikanische Pianistin, Journalistin und Autorin

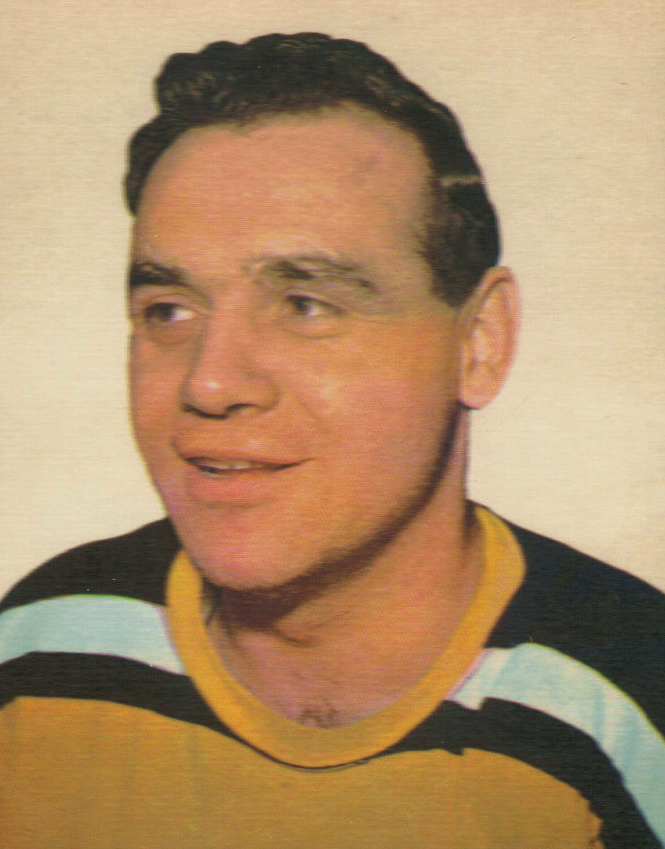
Leo Boivin (* 1932)

- 1932: Leo Boivin, kanadischer Eishockeyspieler
- 1932: Donald Hunsberger, US-amerikanischer Dirigent und Arrangeur
- 1932: Mark Heinrich von Nathusius, deutscher Militär
- 1932: Peter O’Toole, irischer Schauspieler
- 1933: Zbigniew Bujarski, polnischer Komponist
- 1933: Erich Schneider, deutscher Politiker
- 1934: Waleri Fjodorowitsch Bykowski, sowjetischer Kosmonaut
- 1935: Volker Brandt, deutscher Schauspieler
- 1935: Wolfgang Frühwald, deutscher Literaturwissenschaftler
- 1936: André Gagnon, kanadischer Komponist, Pianist, Dirigent und Schauspieler
- 1936: Anthony Payne, britischer Komponist und Musikwissenschaftler
- 1937: Gundula Janowitz, österreichische Opern-, Oratorien und Konzert-Sopranistin
- 1937: Walter Schmidt, deutscher Fußballspieler
- 1937: Fernando Torres Durán, römisch-katholischer Geistlicher
- 1938: Timo Konietzka, deutsch-schweizerischer Fußballspieler und -trainer, Schütze des ersten Bundesligatores
- 1938: Yvonne Rüegg, Schweizer Skirennläuferin, Olympiasiegerin
- 1939: Wes Craven, US-amerikanischer Filmregisseur, -produzent
- 1939: Ursula Karusseit, deutsche Schauspielerin und Regisseurin
- 1939: Helga Schuchardt, deutsche Politikerin, MdB
- 1939: John W. Snow, 73. Finanzminister der Vereinigten Staaten
- 1940: Bekololari Ransome-Kuti, nigerianischer Politiker und Menschenrechtler
- 1941: Jules Hoffmann, französischer Biologe luxemburgischer Abstammung und Nobelpreisträger
- 1941: Jacob Murey, israelischer Schachspieler

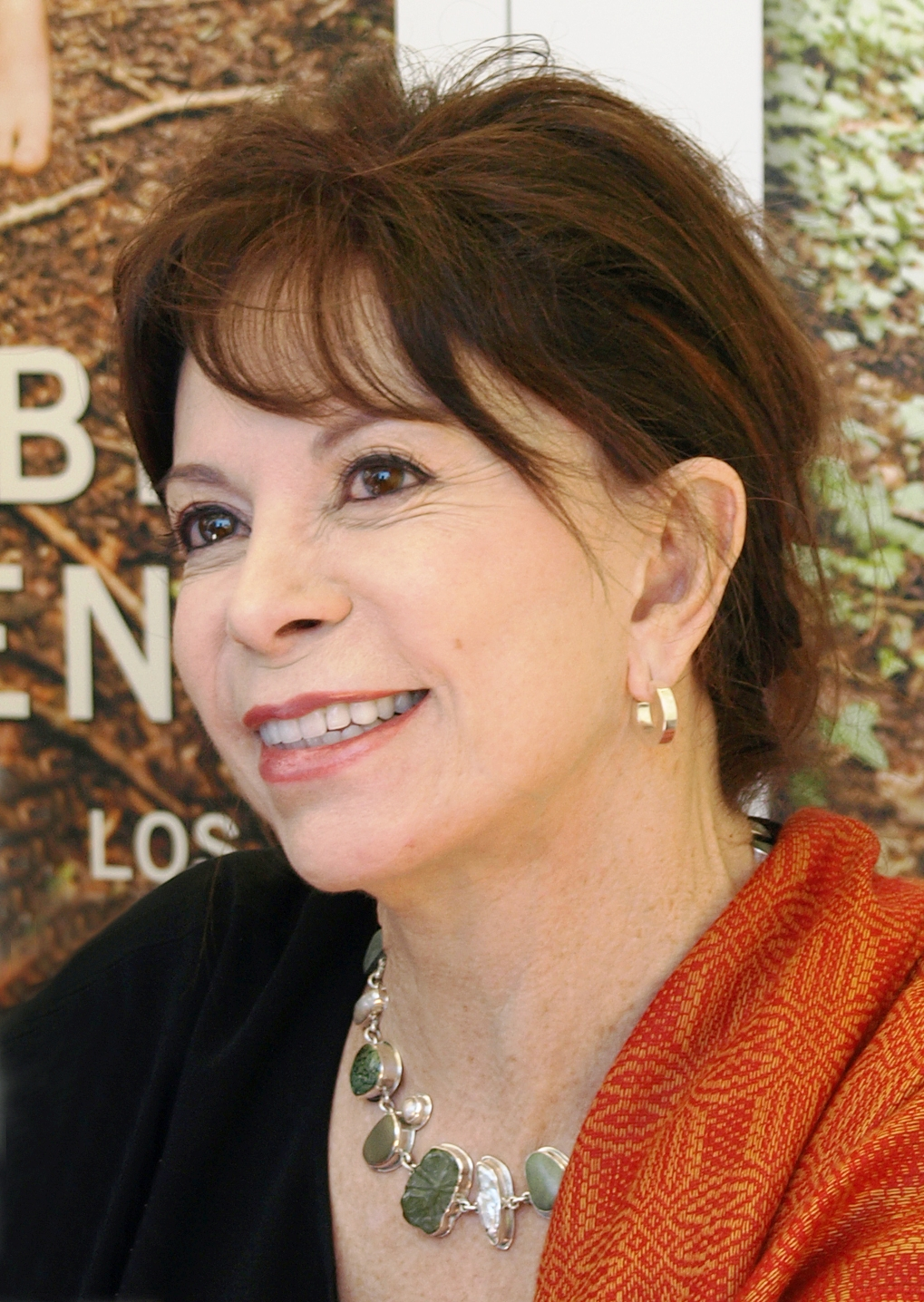
Isabel Allende (* 1942)

- 1942: Isabel Allende, chilenische Schriftstellerin
- 1942: Leo Beenhakker, niederländischer Fußballtrainer
- 1942: Chester Leo Helms, Mitgründer der Gruppe Big Brother & the Holding Company
- 1942: François Lachat, Schweizer Politiker
- 1943: Oliver Seraphin, dominicanischer Geschäftsmann, Politiker und Premierminister
- 1943: Max Wright, US-amerikanischer Schauspieler
- 1944: Jim Capaldi, britischer Musiker
- 1944: Jeannette Miller, dominikanische Lyrikerin und Erzählerin, Essayistin, Pädagogin und Kunsthistorikerin
- 1944: Naná Vasconcelos, brasilianischer Jazzmusiker
- 1945: John Bowis, britischer Politiker und MdEP
- 1945: Joanna Cassidy, US-amerikanische Schauspielerin
- 1946: Neva Krasteva, bulgarische Organistin, Komponistin, Musikwissenschaftlerin und Hochschullehrerin
- 1946: Inga Rumpf, deutsche Sängerin und Komponistin
- 1947: Massiel, spanische Sängerin
- 1947: Alicja Mounk, deutsche Dirigentin mit polnischen Wurzeln
- 1947: James Rumbaugh, US-amerikanischer Informatiker
- 1948: Borivoje Đorđević, jugoslawischer Fußballspieler
- 1948: Andy Fairweather Low, walisischer Sänger und Gitarrist
- 1949: Bei Dao, chinesischer Essayist und Lyriker

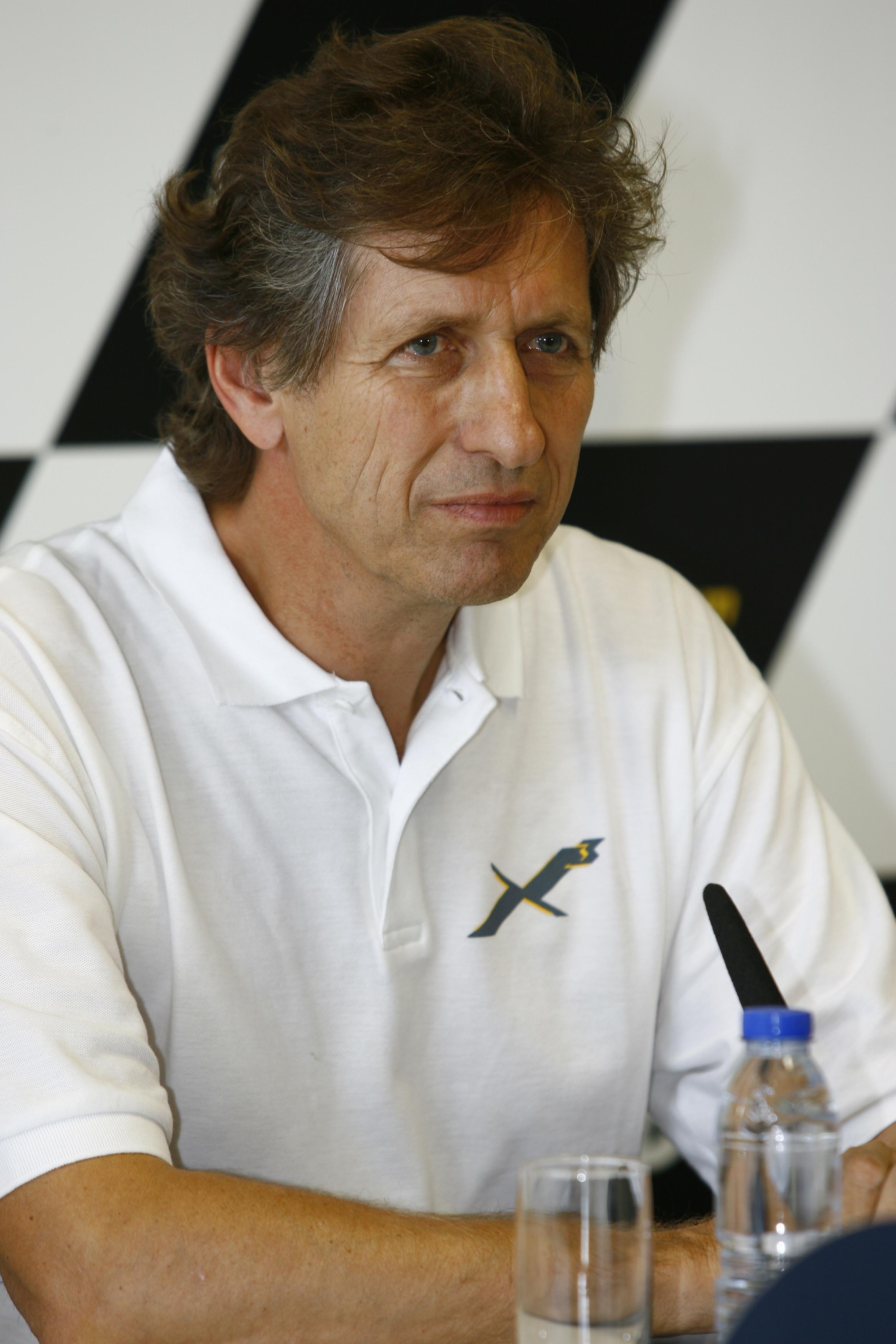
Mario Illien (* 1949)

- 1949: Mario Illien, Schweizer Ingenieur und Motorenentwickler
- 1949: Louis Krages, deutscher Automobilrennfahrer und Geschäftsmann
- 1949: Golda Tencer, polnische Schauspielerin und Sängerin
- 1950: Jussi Adler-Olsen, dänischer Autor
- 1950: Joan Albert Amargós, spanischer Komponist und Dirigent
- 1950: Mathieu Carrière, deutscher Schauspieler
- 1950: Gerd Hubold, deutscher Meeres- und Fischereibiologe
- 1950: Edith Niehuis, deutsche Politikerin

#### 1951–1975

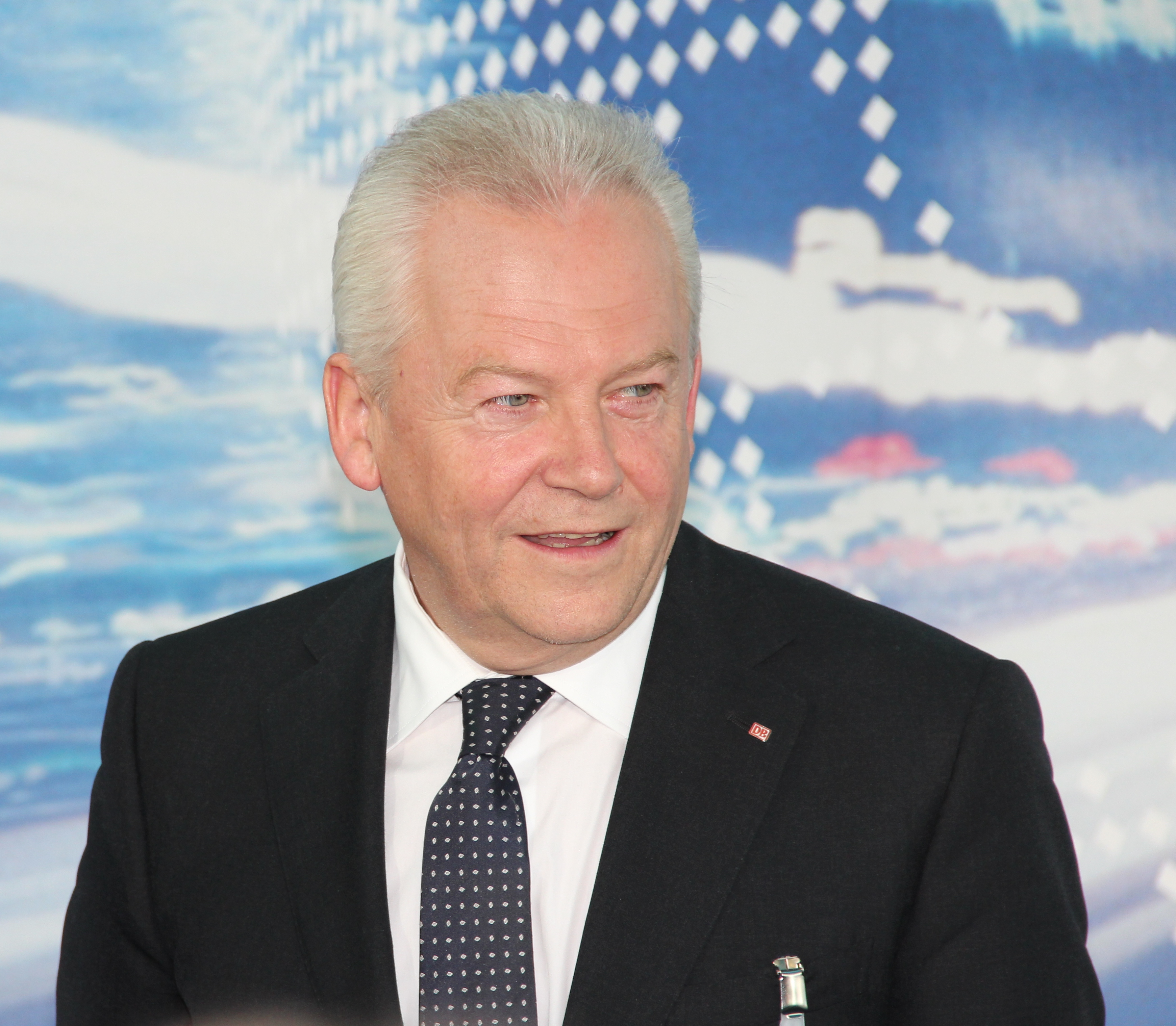
Rüdiger Grube (* 1951)

- 1951: Rüdiger Grube, deutscher Manager, Vorstandsvorsitzender der Deutschen Bahn AG
- 1951: Steve Hillage, britischer Musiker
- 1951: Joe Lynn Turner, Sänger der Rockbands Rainbow und Deep Purple
- 1952: Alain Giresse, französischer Fußballspieler
- 1953: Bernhard Bönisch, deutscher Politiker
- 1953: Peter-Michael Kolbe, deutscher Ruderer
- 1954: Ken MacLeod, britischer Science-Fiction-Autor aus Schottland
- 1955: Caleb Carr, US-amerikanischer Schriftsteller
- 1955: Gail Neall, australische Schwimmerin
- 1957: Helen Bischofberger, liechtensteinische Leichtathletin
- 1957: Thomas Straubhaar, deutscher Ökonom, Präsident des Hamburger Weltwirtschaftsinstituts
- 1958: Damian Harris, britisch-US-amerikanischer Filmregisseur und Drehbuchautor
- 1958: Robert Idl, österreichischer Fußballspieler
- 1959: Apollonia Kotero, US-amerikanische Sängerin
- 1959: Armin Sowa, deutscher Basketballspieler
- 1960: Linda Fratianne, US-amerikanische Eiskunstläuferin
- 1960: Neal Morse, US-amerikanischer Musiker
- 1961: Cui Jian, chinesischer Musiker
- 1961: Karin Riediger, deutsche Eiskunstläuferin und -trainerin
- 1961: Gustav Weder, Schweizer Bobfahrer
- 1963: Mark Dominik Alscher, deutscher Internist
- 1963: Joachim Bloch, deutscher Jurist und Politiker
- 1963: Andreas Dörhöfer, deutscher Handballspieler
- 1963: Jens Ramme, deutscher Fußballtorwart
- 1964: Alexander Bayer, deutscher Priester und Liedermacher
- 1964: Frank Biela, deutscher Automobilrennfahrer
- 1964: Tobias Böckers, deutscher Anatom
- 1964: Matt Dunkley, britischer Orchestrator, Arrangeur und Dirigent
- 1964: Anno Hecker, deutscher Sportjournalist
- 1964: Achim Kessler, deutscher Politiker
- 1964: Daniel Klapper, deutscher Wirtschaftswissenschaftler und Hochschullehrer
- 1964: Dirk Kurtenbach, deutscher Fußballspieler und -trainer
- 1964: Mary-Louise Parker, US-amerikanische Schauspielerin
- 1964: Stefan Sanderling, deutscher Dirigent
- 1965: Linus Förster, deutscher Politiker
- 1965: Günter Kutowski, deutscher Fußballspieler
- 1965: Katrin Müller-Hohenstein, deutsche Radio- und Fernsehmoderatorin
- 1966: Jens Böttcher, deutscher Singer-Songwriter, Musiker, Schriftsteller und Autor
- 1966: Kevin Dorff, US-amerikanischer Schauspieler und Komiker
- 1966: Michael Marx, deutscher Journalist und Fernsehmoderator
- 1967: Željka Cvijanović, bosnische Politikerin, Präsidentin der Republika Srpska
- 1967: Marco Giampaolo, italienischer Fußballspieler und -trainer
- 1967: Katharina Lehmann, deutsche Schauspielerin
- 1968: Stefan Effenberg, deutscher Fußballspieler
- 1968: Russell Latapy, trinidadischer Fußballspieler
- 1969: Jan Axel Blomberg, norwegischer Schlagzeuger der Black-Metal-Band Mayhem
- 1969: Fernando Couto, portugiesischer Fußballspieler
- 1969: Erik Meijer, niederländischer Fußballspieler
- 1970: Tony Amonte, Eishockeyspieler
- 1970: Kevin Smith, US-amerikanischer Regisseur und Schauspieler
- 1971: Julie Parisien, US-amerikanische Skirennläuferin
- 1972: Mohammad ad-Daʿayyaʿ, saudi-arabischer Fußballtorhüter
- 1972: Corinne Rey-Bellet, Schweizer Skirennläuferin

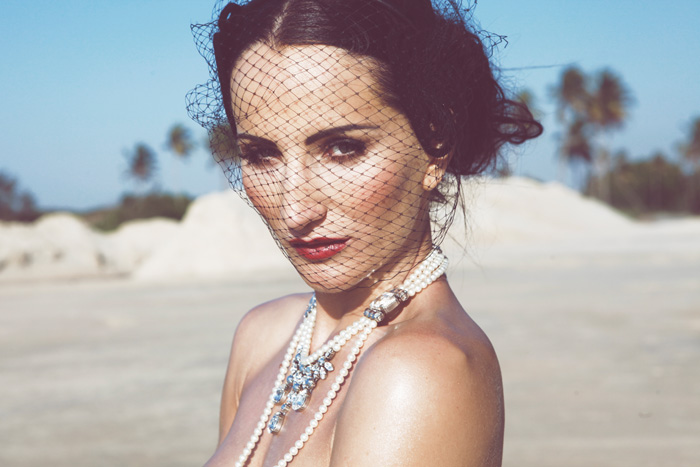
Justyna Steczkowska (* 1972)

- 1972: Justyna Steczkowska, polnische Sängerin
- 1973: Fefes Blog, deutscher Unternehmer
- 1973: Susie O’Neill, australische Schwimmerin
- 1975: Mineiro, brasilianischer Fußballspieler
- 1975: Xu Huaiwen, deutsche Badmintonspielerin

#### 1976–2000
- 1976: Sam Worthington, australischer Schauspieler

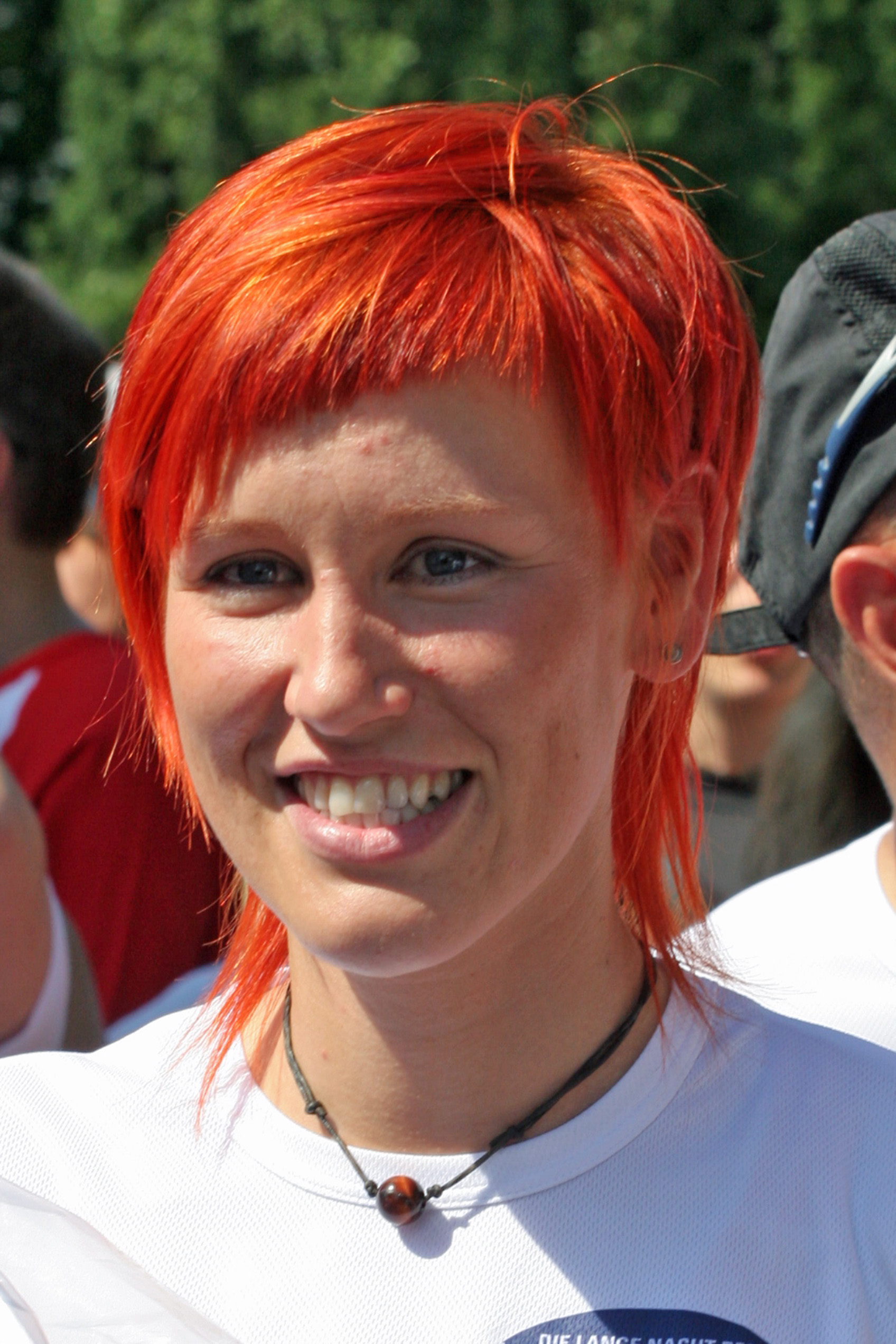
Kati Wilhelm (* 1976)

- 1976: Kati Wilhelm, deutsche Biathletin und dreifache Olympiasiegerin
- 1977: Edward Furlong, US-amerikanischer Schauspieler
- 1977: Florian Stetter, deutscher Theater- und Filmschauspieler
- 1978: Goran Gavrančić, serbischer Fußballspieler
- 1978: Angel Lam, chinesische Komponistin
- 1978: Deividas Šemberas, litauischer Fußballspieler
- 1978: Natashia Williams, US-amerikanische Schauspielerin und Musikerin
- 1979: Reuben Kosgei, kenianischer Laufsportler
- 1979: Susanne Bormann, deutsche Schauspielerin
- 1980: Ivica Banović, kroatischer Fußballspieler
- 1980: Nadja Robiné, deutsche Schauspielerin
- 1981: Georg-Rainer Köttstorfer, deutscher Eishockeyspieler
- 1982: Hélder Postiga, portugiesischer Fußballspieler
- 1982: Linda Heitmann, deutsche Politikerin, MdB
- 1982: Ricardo Teixeira, portugiesisch-angolanischer Automobilrennfahrer

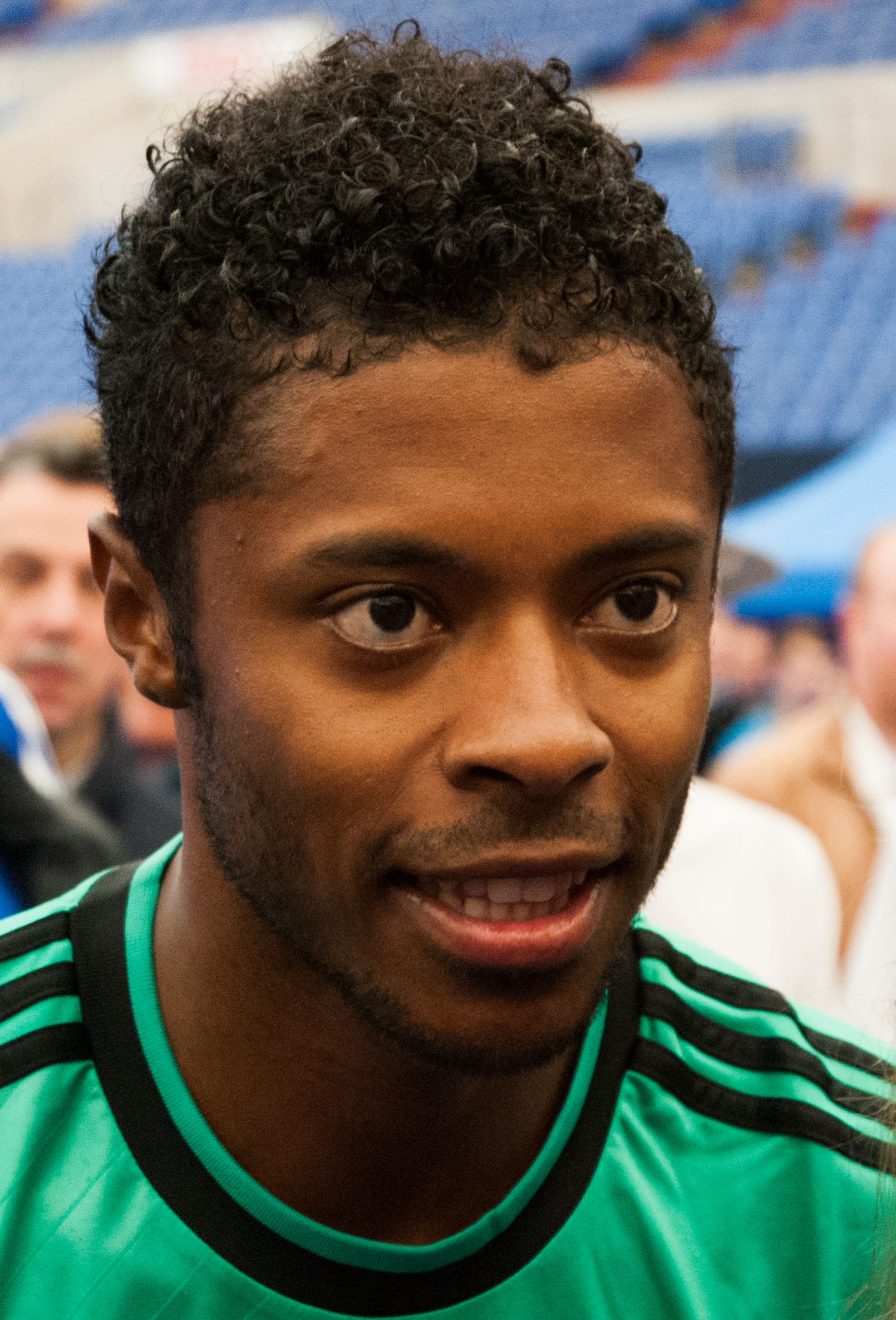
Michel Bastos (* 1983)

- 1983: Michel Bastos, brasilianischer Fußballspieler
- 1983: Berit Kristensen, dänische Handballspielerin
- 1983: Thomas Stipsits, österreichischer Kabarettist
- 1983: Hatice Şendil, türkische Schauspielerin
- 1984: Giampaolo Pazzini, italienischer Fußballspieler
- 1984: Jonathan Worsley, walisischer Dartspieler
- 1985: Ilija Bozoljac, serbischer Tennisspieler
- 1985: Macoumba Kandji, senegalesischer Fußballspieler
- 1985: Laura Steinbach, deutsche Handballspielerin
- 1985: Stéphanie St-Pierre, kanadische Freestyle-Skierin
- 1986: Mathieu Razanakolona, kanadisch-madagassischer Skirennläufer
- 1987: Ole Fischer, deutscher Schauspieler
- 1987: Hannah Hoekstra, niederländische Schauspielerin
- 1987: Nizar Ben Nasra, tunesisch-österreichischer Fußballspieler
- 1988: Robert Hrgota, slowenischer Skispringer
- 1988: Martin Waschul, deutscher Handballspieler
- 1989: Drachenlord, deutscher Webvideoproduzent und Livestreamer
- 1989: Nacer Chadli, belgischer Fußballspieler
- 1989: Marcel Gaus, deutscher Fußballspieler
- 1989: Nico Stank, deutscher Komiker und Schauspieler
- 1990: Tobias Ebenberger, deutscher Schauspieler und Politiker
- 1990: Dejan Judež, slowenischer Skispringer

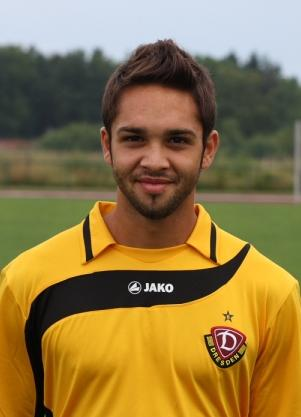
Tony Mamodaly (* 1990)

- 1990: Tony Mamodaly, deutsch-madagassischer Fußballspieler
- 1991: Adam Lönn, schwedischer Handballspieler
- 1992: Greg Austin, britischer Schauspieler
- 1992: Charli XCX, britische Sängerin und Songwriterin
- 1992: Hallie Kate Eisenberg, US-amerikanische Schauspielerin
- 1992: Jacob Collier, britischer Sänger, Arrangeur, Komponist und Multiinstrumentalist
- 1995: Foyesade Oluokun, US-amerikanischer American-Football-Spieler
- 1995: Kristaps Porziņģis, lettischer Basketballspieler
- 1996: Claire Pommet, französische Sängerin
- 1996: Elisabeth Reisinger, österreichische Skirennläuferin
- 1997: Yuto Nakamura, japanischer Nordischer Kombinierer
- 1997: Konya Plummer, jamaikanische Fußballspielerin
- 1997: Christina Robinson, US-amerikanische Schauspielerin

### 21. Jahrhundert
- 2001: Moa Boström Müssener, schwedische Skirennläuferin

## Gestorben

### Vor dem 16. Jahrhundert
- 0257: Stephan I., Bischof von Rom, Heiliger
- 0640: Severinus, Papst
- 0686: Johannes V., Papst von 685 bis 686
- 1058: Judith von Schweinfurt, Herzogin von Böhmen
- 1075: Gundekar II., Bischof von Eichstätt
- 1082: Theobald, Bischof von Straßburg

Wilhelm II. († 1100)

- 1100: Wilhelm II., englischer König
- 1141: Berthold I., Abt von St. Blasien
- 1142: Alexios Komnenos Porphyrogennetos, byzantinischer Mitkaiser
- 1222: Raimund VI., Graf von Toulouse und Markgraf der Provence, Hauptgegner des Albigenserkreuzzuges
- 1288: Alix von Bretagne, französische Adlige und Kreuzfahrerin
- 1332: Christoph II., dänischer König
- 1350: Robert de Ferrers, 3. Baron Ferrers of Chartley, englischer Adeliger
- 1402: Elisabeth von Bayern, Gräfin von Württemberg
- 1411: Philip Darcy, 6. Baron Darcy de Knayth, englischer Adliger
- 1445: Oswald von Wolkenstein, Südtiroler Dichter, Komponist und Diplomat

### 16./17. Jahrhundert
- 1503: Kraft VI., Domherr in Mainz und Speyer
- 1512: Alessandro Achillini, italienischer Philosoph und Arzt
- 1520: Johannes V. Thurzo, Fürstbischof von Breslau
- 1529: Johann Lüneburg, Lübecker Ratsherr
- 1529: Bertram von Rentelen, deutscher Jurist und Ratssekretär
- 1530: Kanō Masanobu, japanischer Maler
- 1548: Heinrich II., Herzog von Münsterberg, Oels und Bernstadt
- 1561: Hans Kemmer, deutscher Maler
- 1564: Thomas Grynaeus, deutscher Theologe und Reformator
- 1567: Myeongjong, 13. König der Joseon-Dynastie in Korea

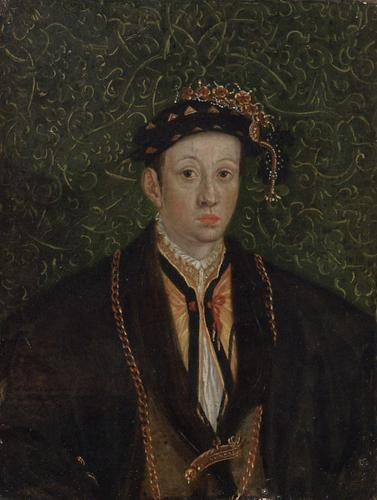
Christoph II. († 1575)

- 1575: Christoph II., Markgraf von Baden
- 1579: Joseph Nasi, jüdischer Diplomat und Bankier, letzter Herzog des Herzogtums Archipelagos auf Naxos
- 1589: Heinrich III., französischer und polnischer König
- 1631: Johann von Bodeck, niederländisch-deutscher Bankier
- 1639: Jakub Kryštof Rybnický, tschechischer Komponist
- 1641: Georg von der Wense, deutscher Verwaltungsbeamter
- 1644: Bernardo Strozzi, italienischer Maler
- 1648: Claudia von Lothringen, Herzogin von Lothringen
- 1667: Francesco Borromini, italienischer Architekt
- 1668: Annibale Gonzaga, kaiserlicher Feldmarschall, Hofkriegsratspräsident und Kommandant der Stadt Wien
- 1678: Nicolaus Jarre, Hamburger Bürgermeister und Jurist
- 1691: Friedrich I., Herzog von Sachsen-Gotha-Altenburg
- 1696: Robert Campbell of Glenlyon, schottischer Adliger und Militär

### 18. Jahrhundert
- 1711: Christoph Pfautz, deutscher Mathematiker, Astronom, Geograph und Bibliothekar

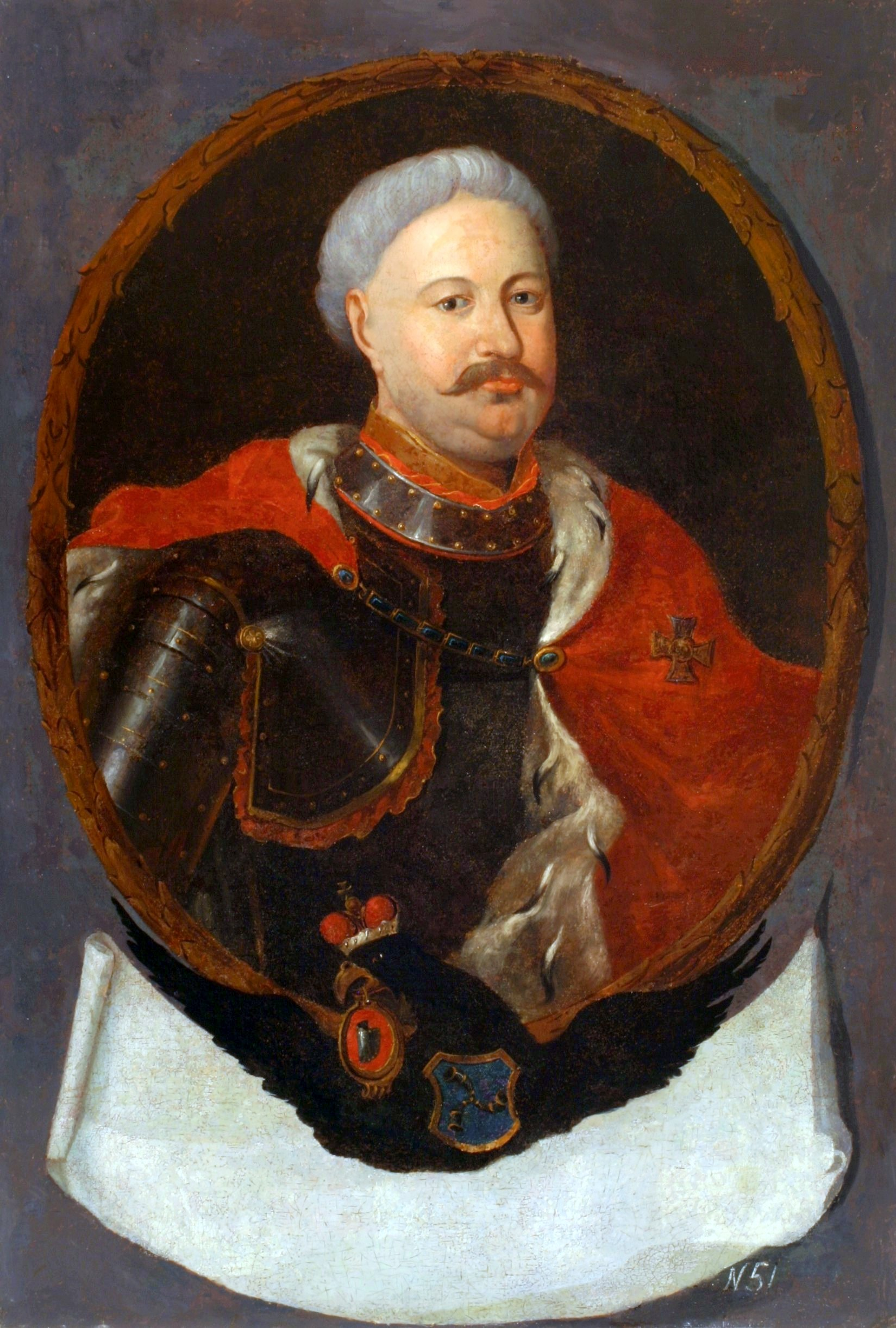
Karol Stanisław Radziwiłł († 1719)

- 1719: Karol Stanisław Radziwiłł, polnischer Magnat und Großkanzler von Litauen
- 1725: Otto Heinrich Volger, Bürgermeister von Hannover
- 1730: Mattias Steuchius, schwedischer lutherischer Theologe und Erzbischof von Uppsala
- 1732: Henriette Amalie von Friesen, Gräfin Reuß zu Obergreiz
- 1738: Uejima Onitsura, japanischer Dichter
- 1760: Paulus Züblin, Schweizer Plantagenbesitzer, Sklavenhalter und Justizrat in der niederländischen Kolonie Berbice
- 1764: Balthasar Riepp, österreichischer Maler
- 1767: Johann David Steinmüller, deutscher evangelisch-lutherischer Theologe
- 1776: Louis François I. de Bourbon, prince de Conti, Fürst von Conti
- 1776: Jordan Simon, deutscher Theologe

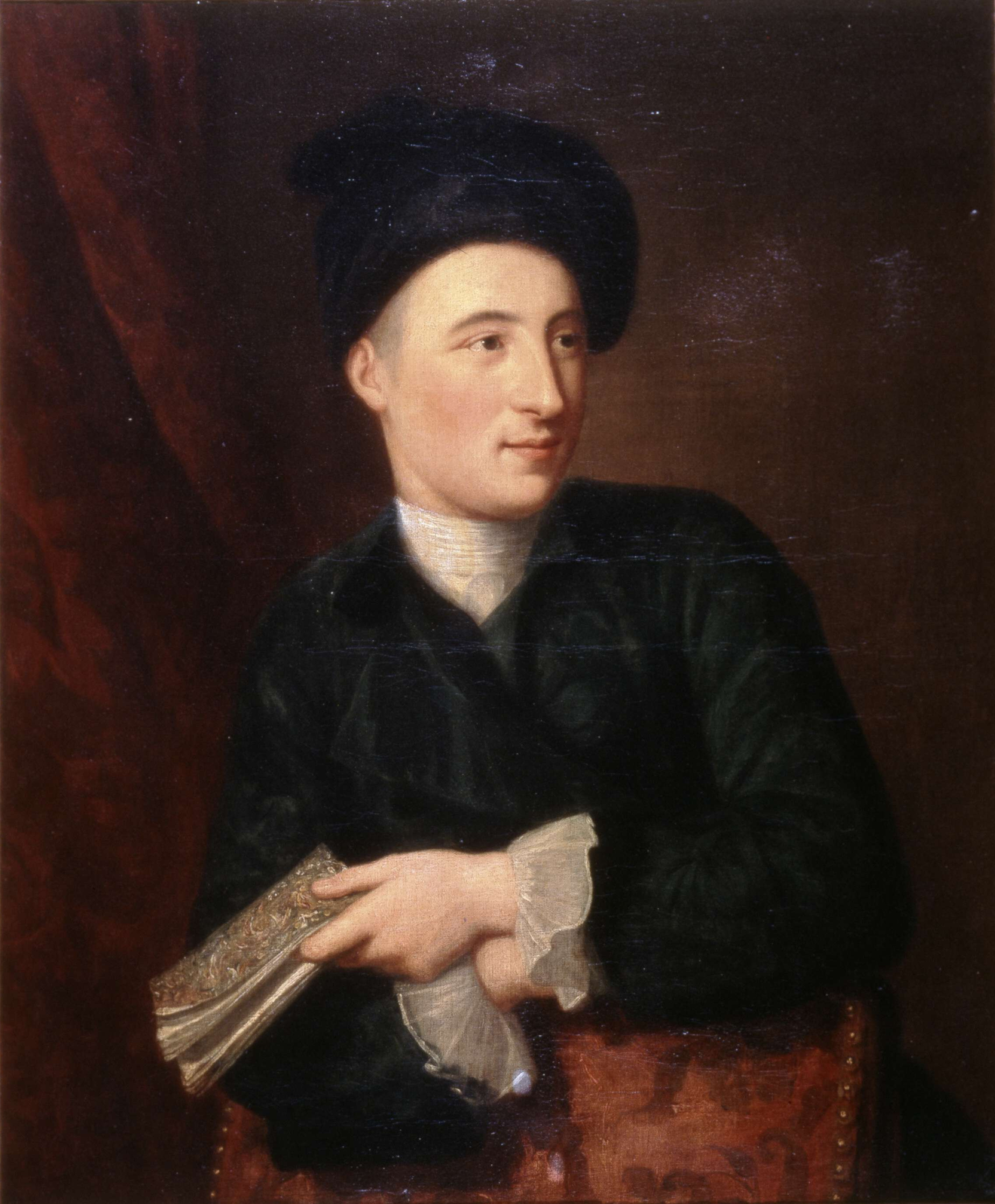
Matthew Maty († 1776)

- 1776: Matthew Maty, niederländischer Mediziner, Biograf und Bibliothekar
- 1781: August Wilhelm, preußischer General
- 1787: Johann Wilhelm Franz von Krohne, deutscher Abenteurer und Autor
- 1788: Thomas Gainsborough, britischer Maler
- 1791: Johann Rudolph Anton Piderit, deutscher evangelischer Theologe, Geistlicher und Pädagoge
- 1791: Agnes Sophie Reuß zu Ebersdorf, Gutsbesitzerin in der Ober- und Niederlausitz
- 1791: Louise Friederike von Württemberg, Herzogin zu Mecklenburg
- 1792: Johann Ludwig Schmidt, deutscher Rechtswissenschaftler
- 1796: Robert Pigot, 2. Baronet, britischer Offizier während des Amerikanischen Unabhängigkeitskrieges
- 1799: Jacques Étienne Montgolfier, französischer Miterfinder des ersten Heißluftballons
- 1800: Philipp Fischer, deutscher Mediziner und Leibarzt

### 19. Jahrhundert
- 1803: Michael Philipp Boumann, deutscher Architekt
- 1804: Johann Andreas Tafinger, deutscher Pädagoge und Theologe
- 1806: Johann Heinrich Vincent Nölting, deutscher Theologe und Philosoph
- 1811: William Williams, Delegierter von Connecticut im Kontinentalkongress
- 1815: Guillaume-Marie-Anne Brune, Marschall von Frankreich
- 1820: Maria Carolina Benda, deutsche Sängerin, Pianistin, Komponistin und Kammersängerin

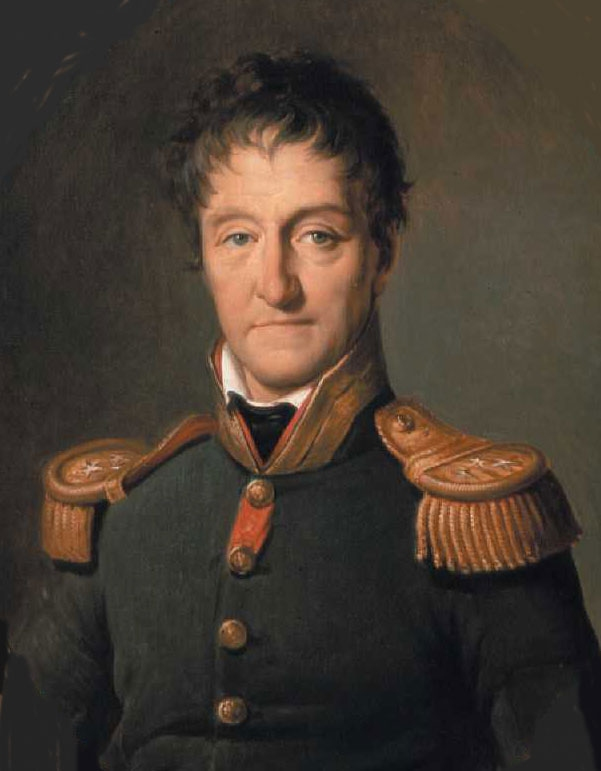
Lazare Nicolas Marguerite Carnot († 1823)

- 1823: Lazare Nicolas Marguerite Carnot, französischer Politiker, Wissenschaftler und Militär
- 1827: James Hewitt, US-amerikanischer Komponist
- 1830: Jean-Chrysostôme Bruneteau de Sainte-Suzanne, französischer General
- 1830: Friedrich David Gräter, deutscher Germanist, Begründer der wissenschaftlichen Nordistik in Deutschland
- 1834: John Stanly, US-amerikanischer Politiker
- 1835: Ferdinand August von Spiegel, Erzbischof von Köln
- 1835: Cornelis Adrianus van Enschut, niederländischer Rechtswissenschaftler
- 1844: Jean Pierre Joseph d’Arcet, französischer Chemiker
- 1846: Florentin zu Salm-Salm, 4. Fürst zu Salm-Salm auf Wasserburg Anholt
- 1847: Ludwig Friedrich Wilhelm Duncker, deutscher Jurist

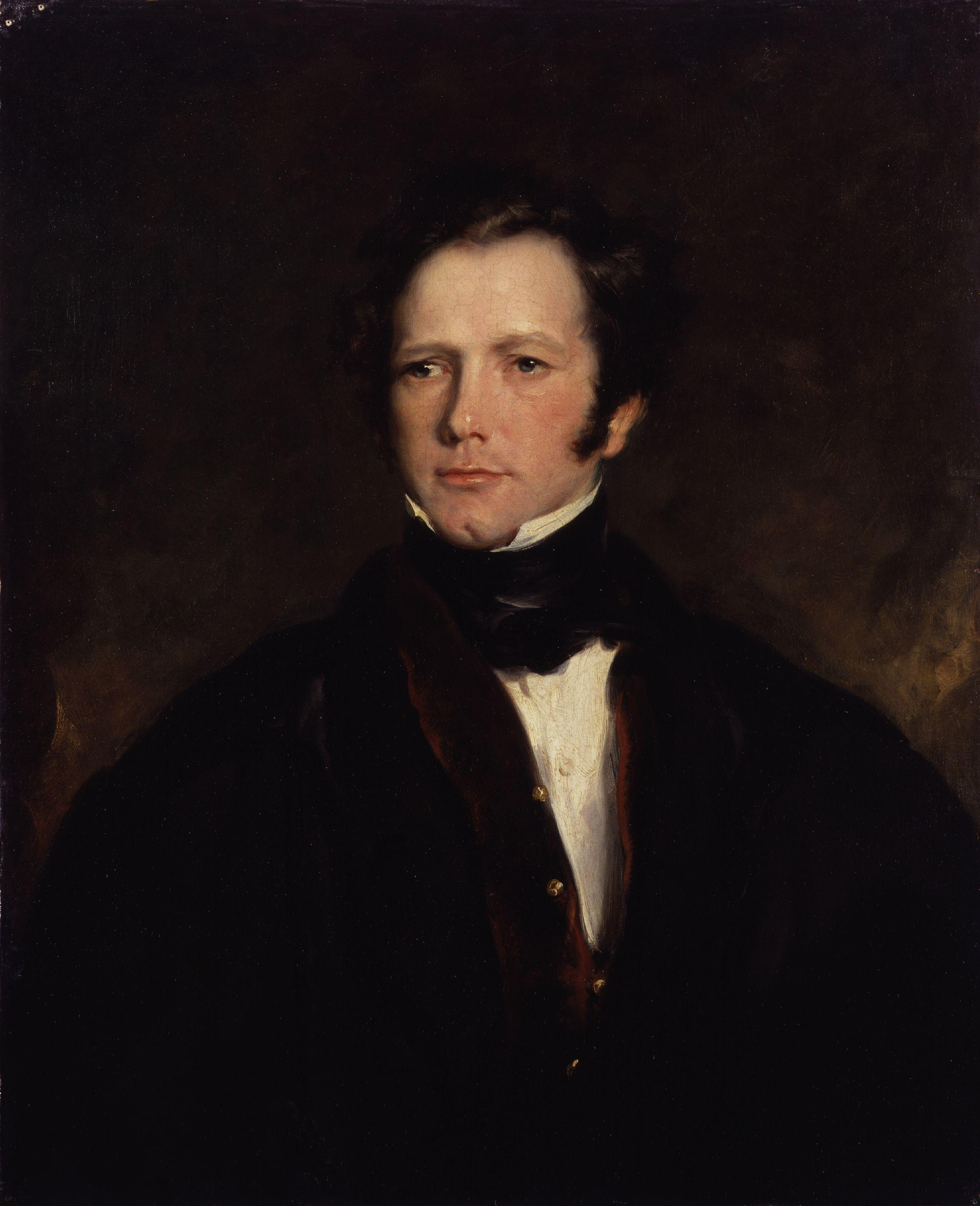
Frederick Marryat († 1848)

- 1848: Frederick Marryat, britischer Offizier und Schriftsteller
- 1849: Muhammad Ali Pascha, Gouverneur der osmanischen Provinz Ägypten
- 1851: Amatore Sciesa, italienischer Freiheitskämpfer
- 1854: Heinrich Clauren, deutscher Schriftsteller
- 1860: André Marie Constant Duméril, französischer Zoologe
- 1866: Peter Friedrich Arndt, deutscher Mathematiker
- 1870: Melchior Philipp Karl Baumann, deutscher Politiker
- 1874: Heinrich Ahrens, deutscher Rechtsphilosoph
- 1874: August Anschütz, deutscher Rechtswissenschaftler
- 1874: Albert von Veiel, deutscher Arzt und Dermatologe

Wild Bill Hickok († 1876)

- 1876: Bill Hickok, US-amerikanischer Westernheld
- 1879: Kazimierz Władysław Wóycicki, polnischer Schriftsteller
- 1881: Marcus Clarke, australischer Schriftsteller
- 1887: Gustav Werner, deutscher Pfarrer und Stiftungsgründer
- 1888ː Roxey Ann Caplin, englische Korsettmacherin, Erfinderin und Autorin
- 1891: Ferdinand Schlöth, Schweizer Bildhauer
- 1892: Joseph Stevens, belgischer Maler
- 1895: Curt Schimmelbusch, deutscher Pathologe
- 1895: Joseph Thomson, britischer Entdecker und Afrikareisender
- 1897: Adam Asnyk, polnischer Lyriker und Dramatiker
- 1898: Friedrich Ammermüller, württembergischer Mediziner, Lehrer, Unternehmer, Publizist und Politiker
- 1898: Stevenson Archer, US-amerikanischer Politiker
- 1898: Edward Aveling, englischer Zoologe
- 1899: Benno von Arent, preußischer Generalleutnant
- 1899: Georg Adam Strohecker, deutscher Schauspieler

### 20. Jahrhundert

#### 1901–1950
- 1902: Rudolf Bibl, österreichischer Organist und Komponist
- 1904: Gustav von Arnim, preußischer Gutsbesitzer und Politiker
- 1908: Carl Werckshagen, deutscher Theologe und Pastor, Schriftsteller und Redakteur
- 1909: Josef Zítek, böhmischer Architekt
- 1914: Gabriel Dupont, französischer Komponist
- 1916: Hamish MacCunn, schottischer Komponist und Dirigent
- 1916: Martin Philippson, deutscher Historiker
- 1919: Christoph Blumhardt, deutscher Theologe und Pfarrer

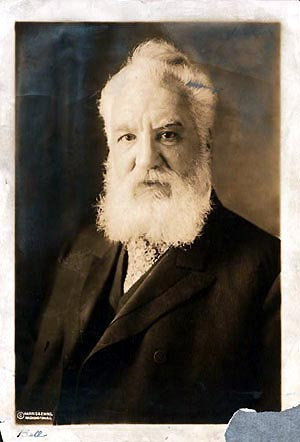
Alexander Graham Bell († 1922)

- 1919: Johann von Dallwitz, deutscher Politiker
- 1920: Félix Guyon, französischer Arzt
- 1921: Enrico Caruso, italienischer Opernsänger
- 1922: Alexander Graham Bell, britischer Sprechtherapeut, Erfinder und Großunternehmer
- 1922: Karl Berthold Hofmann, österreichischer Chemiker und Mediziner
- 1923: Hugo Gaudig, deutscher Pädagoge
- 1923: Warren G. Harding, US-amerikanischer Staatspräsident
- 1923: Aurelio Silva, chilenischer Violinist und Musikpädagoge
- 1925ː Clara Forstenheim, österreichische Schriftstellerin, Lyrikerin und Feuilletonistin
- 1925: Laura Rappoldi, österreichisch-deutsche Pianistin
- 1930: Ferdinand Emmerich, deutscher Forscher, Weltreisender und Reiseschriftsteller
- 1930: Robert Poetzelberger, deutscher Maler
- 1931: Hitomi Kinue, japanische Leichtathletin
- 1932: Dan Brouthers, US-amerikanischer Baseballspieler
- 1932: Ignaz Seipel, österreichischer Theologe und Politiker

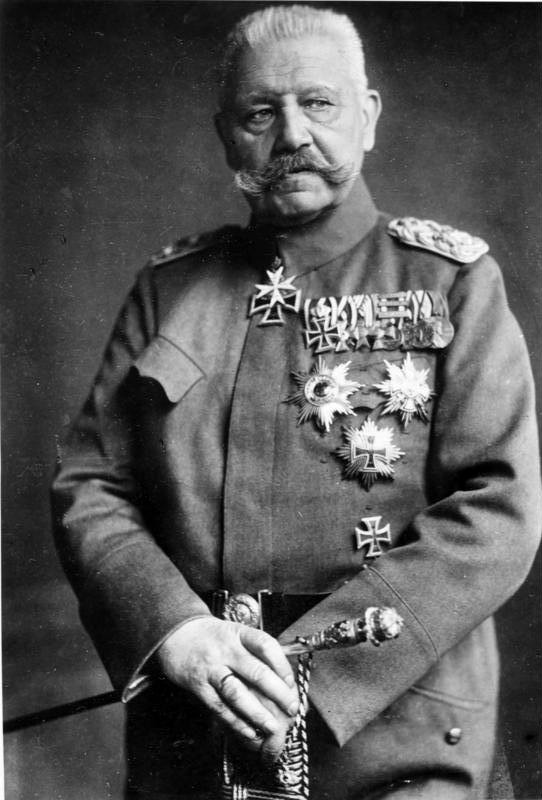
Paul von Hindenburg († 1934)

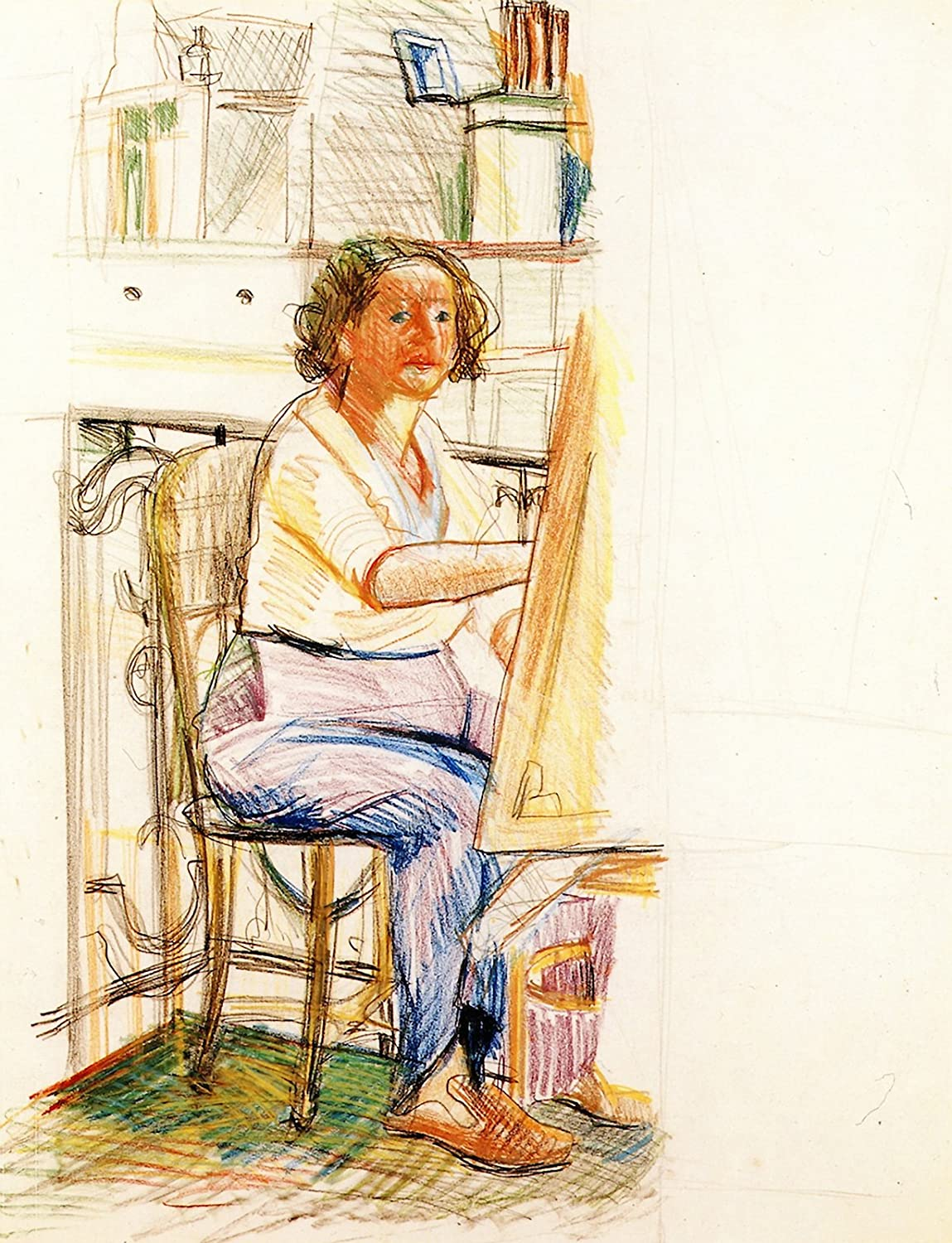
Felka Platek († 1944)

- 1934: Paul von Hindenburg, deutscher General, Reichspräsident
- 1936: Louis Blériot, französischer Luftfahrtpionier
- 1936: Maurice Harvey, britischer Automobilrennfahrer
- 1938: Edmund Duggan, australischer Schauspieler und Dramatiker
- 1938: Emil Gutmann, österreichischer Konzertunternehmer
- 1938: Fritz Held, deutscher Unternehmer und Automobilrennfahrer
- 1942: Friedrich Aereboe, deutscher Agrarökonom
- 1943ː Mathilde Sussin, österreichische Schauspielerin, Opfer der Shoa
- 1944: Joseph Bonnet, französisch-kanadischer Organist, Komponist und Musikpädagoge
- 1944: Charles Hardinge, 1. Baron Hardinge of Penshurst, Vizekönig von Indien
- 1944: Felka Platek, polnische Malerin und NS-Opfer
- 1945: Pietro Mascagni, italienischer Komponist
- 1945: Emil Nikolaus von Reznicek, österreichischer Komponist
- 1946: Jóannes Patursson, färöischer Bauer, Dichter und Politiker
- 1947: Tomás Berreta, uruguayischer Staatspräsident
- 1948: Julius Kühlewein, evangelischer Theologe
- 1949: Hermann Grab, tschechischer Schriftsteller und Musiker
- 1950: Luigi Lavitrano, italienischer Priester, Bischof von Cava, Erzbischof von Palermo und Kurienkardinal
- 1950: Richard Lenel, deutscher Industriepionier

#### 1951–2000
- 1951: John Paine, US-amerikanischer Sportschütze
- 1952: Johann Lemmerz, deutscher Konstrukteur und Unternehmer
- 1952: Karel Lamač, tschechischer Filmregisseur, Drehbuchautor und Schauspieler
- 1954: René Amengual Astaburuaga, chilenischer Komponist
- 1954: Teodor Regedziński, polnischer Schachspieler

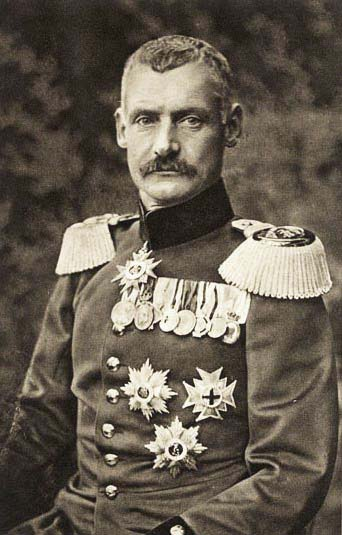
Rupprecht von Bayern († 1955)

- 1955: Rupprecht von Bayern, deutscher Kronprinz und General
- 1955: Wallace Stevens, US-amerikanischer Lyriker
- 1957: Georges Hébert, französischer Entwickler der Méthode Naturelle
- 1958: Wilhelm Büning, deutscher Architekt
- 1959: Paul Forell, deutscher Fußballspieler
- 1960: Bob Gutowski, US-amerikanischer Stabhochspringer
- 1964: Carel Godin de Beaufort, niederländischer Automobilrennfahrer
- 1964: José María Castro, argentinischer Komponist
- 1964: Olga Desmond, Tänzerin und Schauspielerin
- 1965: Iwan Bally, Schweizer Unternehmer und Politiker
- 1965: František Langer, tschechischer Schriftsteller und Militärarzt
- 1966: Rudolf Antonín Dvorský, tschechischer Sänger, Schlagerkomponist, Verleger und Bandleader

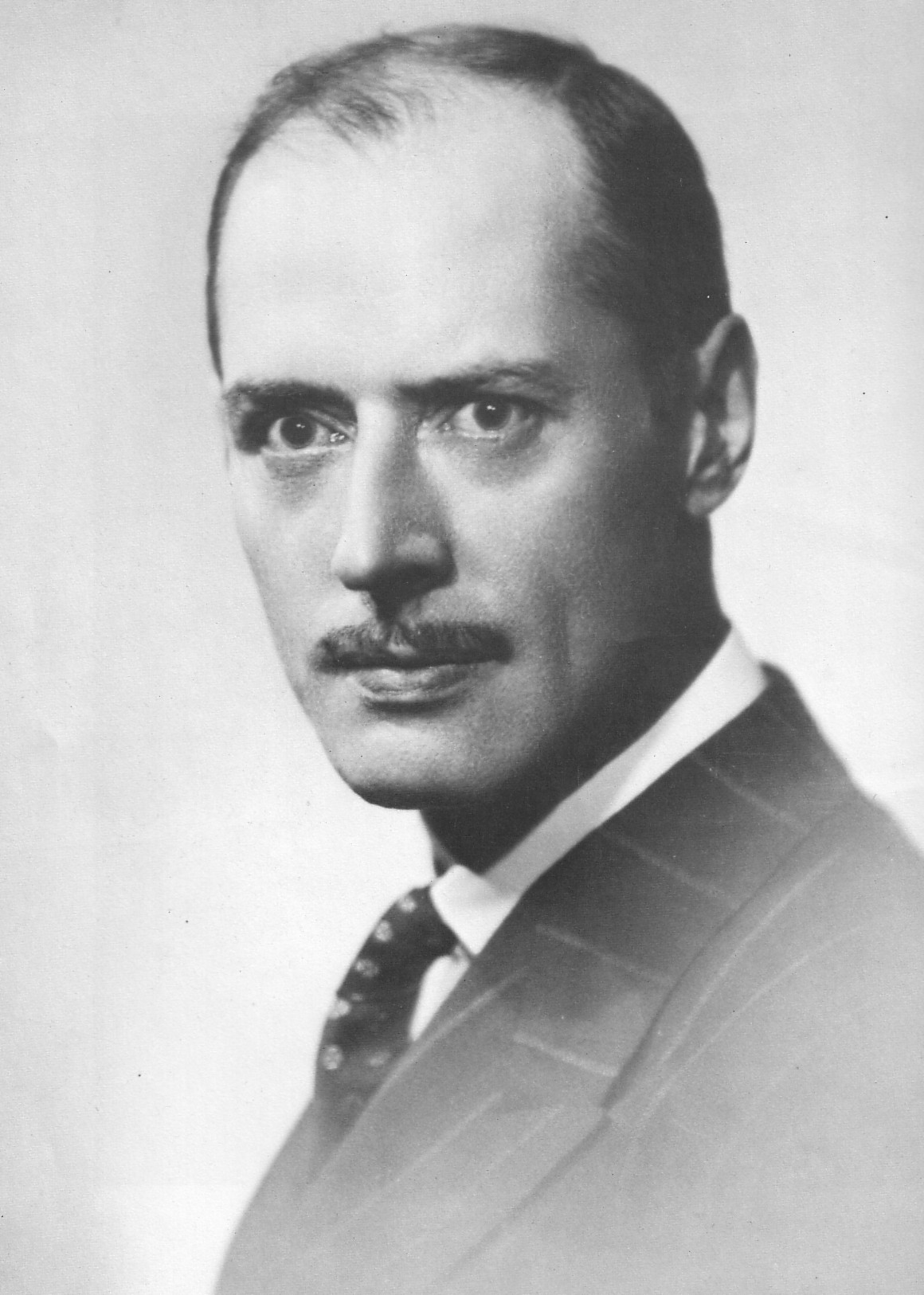
Adrien Arcand († 1967)

- 1967: Adrien Arcand, kanadischer Rechtsextremist
- 1967: Henryk Berlewi, polnischer Maler und Grafiker
- 1971: Anton Grylewicz, deutscher Politiker
- 1971: Ludwig Marcuse, US-amerikanischer Philosoph und Schriftsteller
- 1972: Rudolph Ganz, Schweizer Komponist, Pianist und Dirigent
- 1972: Paul Goodman, US-amerikanischer Sozialphilosoph und Poet
- 1972: Ralph Maria Siegel, deutscher Komponist und Texter
- 1973: Jean-Pierre Melville, französischer Filmregisseur
- 1973: Richard Gerlach, deutscher Zoologe, Schriftsteller und Völkerkundler
- 1974: Douglas Hawkes, britischer Unternehmer und Automobilrennfahrer
- 1975: Fernando Soucy, kanadischer Sänger und Fiddlespieler
- 1976: Fritz Lang, österreichisch-deutsch-US-amerikanischer Filmregisseur
- 1976: Johannes Siegfried Schubert, deutscher Tibetologe
- 1977: Manuel Gonçalves Cerejeira, portugiesischer Geistlicher und Patriarch von Lissabon
- 1978: Carlos Chávez Ramírez, mexikanischer Komponist
- 1979: Franz Blatt, österreichisch-dänischer mittellateinischer Philologe

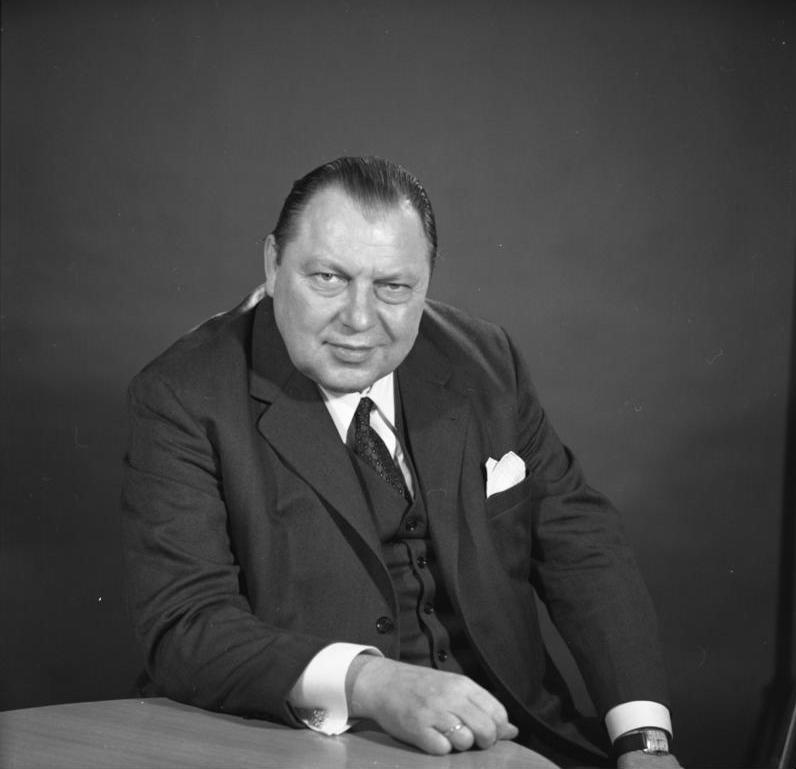
Hermann Schmitt-Vockenhausen († 1979)

- 1979: Hermann Schmitt-Vockenhausen, deutscher Politiker, MdB
- 1979: Thurman Munson, US-amerikanischer Baseballspieler
- 1979: Víctor Raúl Haya de la Torre, peruanischer Politiker, Gründer der ältesten peruanischen Partei(APRA)
- 1980: Gerard Drieman, niederländischer Komponist
- 1980: Herbert Koschel, deutscher Speerwerfer
- 1980: Eduard Platner, deutscher Politiker
- 1981: Josef Breuer, deutscher Schachkomponist
- 1981: Kieran Doherty, nordirischer Widerstandskämpfer
- 1982: Albert Aschl, deutscher Archivar und Heimatforscher
- 1982: Kurt Feltz, deutscher Schlagertexter
- 1982: Rudolf Maros, ungarischer Komponist
- 1983: James Jamerson, US-amerikanischer Bassist
- 1985: Frank Faylen, US-amerikanischer Schauspieler
- 1985: Karl-Heinz Stroux, deutscher Regisseur
- 1988: Stephen Anderson, US-amerikanischer Hürdenläufer
- 1988: Raymond Carver, US-amerikanischer Autor
- 1989: Luiz Gonzaga, brasilianischer Sänger, Akkordeonspieler und Komponist
- 1989: Marsilio Pasotti, italienischer Automobilrennfahrer
- 1989: Marcel Stern, französischer Komponist und Violinist
- 1990: Norman Maclean, US-amerikanischer Schriftsteller
- 1990: Janusz Sidło, polnischer Leichtathlet
- 1992: Michel Berger, französischer Sänger und Komponist
- 1993: Guido del Mestri, italienischer Geistlicher und vatikanischer Diplomat
- 1994: Fahri Atabey, türkischer Mediziner und Politiker
- 1994: Hilde Radusch, deutsche Politikerin, NS-Widerstandskämpferin und lesbische Aktivistin
- 1996: Vera Auer, österreichische Akkordeonistin und Vibraphonistin
- 1996: Michel Debré, französischer Politiker
- 1997: William S. Burroughs, US-amerikanischer Schriftsteller, Vertreter der Beat Generation und der Postmoderne
- 1997: Fela Kuti, nigerianischer Saxophonist und Bandleader
- 1997: James Krüss, deutscher Schriftsteller und Dichter
- 1997: Paul Kurzbach, deutscher Komponist
- 1998: Mapy Cortés, puerto-ricanische Schauspielerin
- 1998: Arnold Verhoeven, deutscher Politiker, MdB
- 1999: Meisei Gotō, japanischer Schriftsteller
- 2000: Georg von Hatzfeld, deutscher Politiker und Verleger

### 21. Jahrhundert
- 2002: Daniel Timsit, algerischer Politiker, Arzt und Schriftsteller
- 2003: Don Estelle, britischer Schauspieler und Sänger
- 2003: Joachim Piefke, deutscher Manager
- 2004: Eleonore Romberg, deutsche Politikerin, MdL
- 2004: José Pastoriza, argentinischer Fußballspieler und -trainer
- 2005: Loulie Jean Norman, US-amerikanische Sopranistin

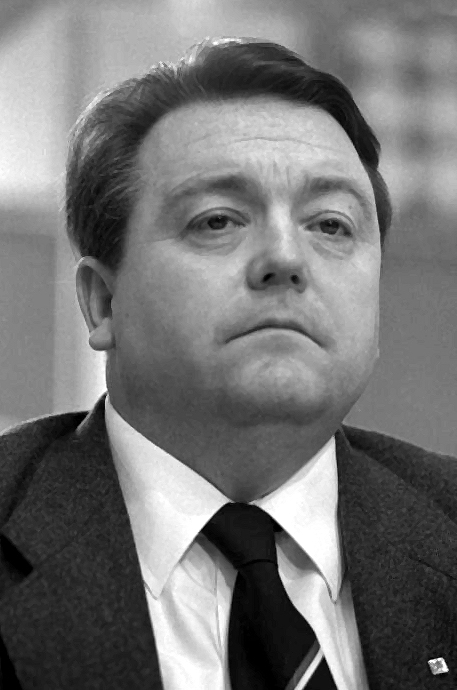
Holger Börner († 2006)

- 2006: Holger Börner, deutscher Politiker, Ministerpräsident von Hessen
- 2006: Johannes Willebrands, niederländischer Erzbischof und Kurienkardinal
- 2007: Albert Richter, deutscher Forstwissenschaftler
- 2007: Kay Dotrice, britische Schauspielerin
- 2008: Fujio Akatsuka, japanischer Manga-Zeichner
- 2008: Thomas Ashton, 3. Baron Ashton of Hyde, britischer Bankier und Peer
- 2009: Adolf Endler, deutscher Schriftsteller
- 2010: Ansgar Nierhoff, deutscher Bildhauer
- 2010: Joseph Greger, deutscher Automobilrennfahrer
- 2011: Baruj Benacerraf, US-amerikanischer Mediziner, Nobelpreisträger
- 2011: Attilio Pavesi, italienischer Radrennfahrer
- 2012: Bernd Meier, deutscher Fußballspieler
- 2012: Ruy de Freitas, brasilianischer Basketballspieler
- 2013: Patricia Anthony, US-amerikanische Autorin
- 2013: Kurt Ehrmann, deutscher Fußballspieler
- 2014: Barbara Prammer, österreichische Politikerin
- 2014: Hermann Weißauer, deutscher Schachkomponist
- 2016: David Huddleston, US-amerikanischer Schauspieler
- 2015: Natalja Wadimowna Moltschanowa, russische Apnoetaucherin
- 2015: Guido Weber, deutscher Schauspieler, Kabarettist, Journalist und Hörspielsprecher
- 2016: Franciszek Macharski, polnischer Geistlicher, Erzbischof von Krakau

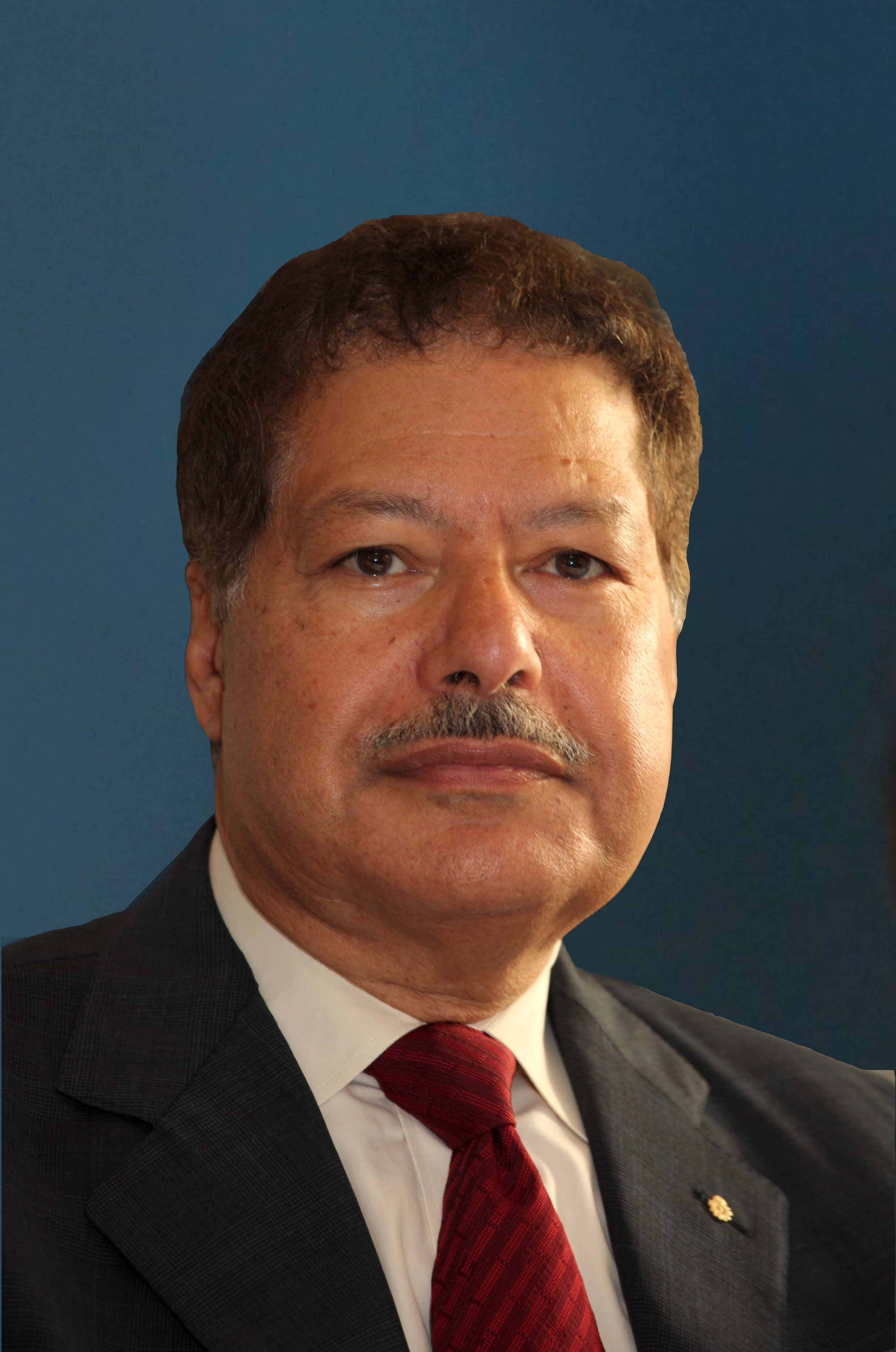
Ahmed Zewail († 2016)

- 2016: Ahmed Zewail, ägyptischer Chemiker, Nobelpreisträger
- 2017: Fritz Genkinger, deutscher Künstler
- 2017: Ara Parseghian, US-amerikanischer American-Football-Trainer
- 2017: Ely Tacchella, Schweizer Fußballspieler
- 2018: Armand de Las Cuevas, französischer Radrennfahrer
- 2018: Birgit Stein, deutsche Schauspielerin
- 2019: Suzanne-Lucienne Rabinovici, österreichische Holocaustüberlebende
- 2019: Vahakn N. Dadrian, armenischer Völkermordforscher und Soziologe
- 2020: Marie-Hélène Descamps, französische Politikerin
- 2020: Alieu Mboge, gambischer Beamter und Manager
- 2021: Hendrik Born, deutscher Marineoffizier, letzter Chef der DDR-Volksmarine
- 2021: Ursula Kraus, deutsche Politikerin
- 2022: Rolf Steeb, deutscher Fußballspieler
- 2023: Laurence Deonna, Schweizer Autorin und Fotografin
- 2023: Armin Halle, deutscher Journalist, Moderator und Medientrainer

## Feier- und Gedenktage
- Kirchliche Gedenktage
  - Christoph Blumhardt, deutscher Pfarrer und Politiker (evangelisch)
- Internationale Feier- und Gedenktage
  - Internationaler Tag des Gedenkens an den Genozid an Sinti und Roma
- Staatliche Feier- und Gedenktage
  - Nordmazedonien, Nationalfeiertag (1903)

Weitere Einträge enthält die Liste von Gedenk- und Aktionstagen.